# História dos transgêneros nos Estados Unidos

A Bandeira do Orgulho Transgênero, criada pela mulher transgênero americana Monica Helms em 1999, e apresentada pela primeira vez em uma parada do orgulho em Phoenix, Arizona, Estados Unidos, em 2000.

Este artigo aborda a história das pessoas transgênero nos Estados Unidos desde antes do contato com o Ocidente até os dias atuais. Existem registros históricos de pessoas transgênero presentes no território hoje conhecido como Estados Unidos pelo menos desde o início do século XVII. Antes do contato ocidental, algumas tribos nativas americanas reconheciam indivíduos de terceiro gênero, cujos papeis sociais variavam de tribo para tribo. Pessoas que se vestiam e viviam de forma diferente dos papéis de gênero associados ao sexo atribuído ao nascer, contribuindo para diversos aspectos da história e da cultura americana, foram documentadas desde o século XVII até o presente. Nos séculos XX e XXI, avanços nas cirurgias de afirmação de gênero e no ativismo transgênero influenciaram a vida das pessoas transgênero e a percepção popular sobre elas nos Estados Unidos.

## Visão geral

### Antes de 1800

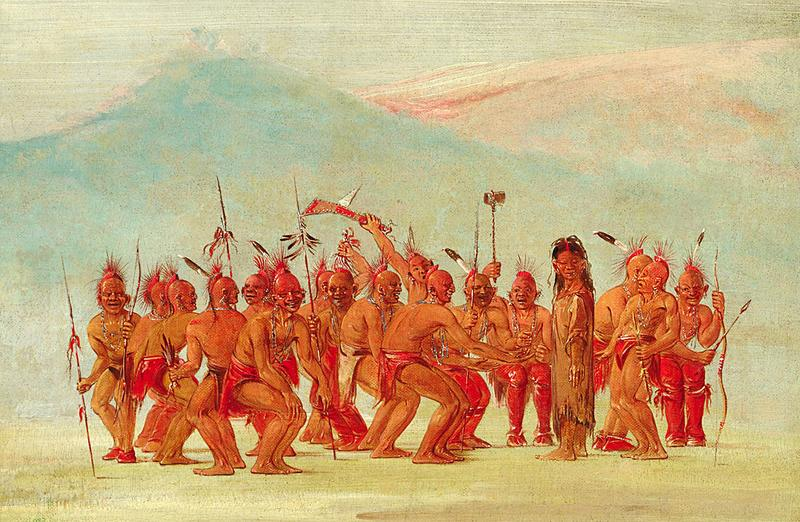
Pintura do antropólogo George Catlin, intitulada "Dança ao Berdache", realizada entre 1861 e 1869, entre as nações Sac e Fox. Os escritos de Catlin sobre povos indígenas gays e de gênero variante não eram elogiosos.

Algumas nações nativas americanas possuem nomes e papéis tradicionais para pessoas de gênero variante ou de terceiro gênero. O termo dois-espíritos, agora usado retroativamente para descrever esses papéis históricos, foi criado apenas em 1990, durante um encontro internacional de indígenas lésbicas e gays em Winnipeg, sendo "especificamente escolhido para distinguir e distanciar os povos nativos americanos/Primeiras Nações de pessoas não nativas". O principal objetivo de criar um novo termo foi incentivar a substituição do termo antropológico desatualizado e considerado ofensivo, berdache, que aparece em relatos antropológicos. Embora o novo termo não tenha sido universalmente aceito — sendo criticado por comunidades tradicionais que já possuem seus próprios termos para essas pessoas e por aqueles que rejeitam as implicações do que chamam de binário "ocidental", como a ideia de que os nativos acreditam que esses indivíduos são "ao mesmo tempo homens e mulheres" —, ele geralmente obteve maior aceitação e uso do que o termo antropológico que substituiu.
Um dos primeiros habitantes documentados das colônias americanas a desafiar os papéis de gênero binários foi Thomas(ine) Hall, um servo que, na década de 1620, alternava entre roupas masculinas e femininas. Hall provavelmente era intersexo e foi ordenado pelo tribunal de Virgínia a usar simultaneamente calções masculinos e um avental e touca femininos.

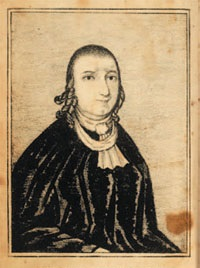
Retrato do Amigo Público Universal, de 1821

Em 1776, o pregador Amigo Público Universal relatou ter experimentado a morte e retornado à vida como um ser sem gênero (nem masculino, nem feminino). Após a suposta ressurreição, o Amigo deixou de responder pelo nome de nascimento e por pronomes de gênero, vestindo-se de forma andrógina e pedindo aos seguidores, conquistados durante quatro décadas de pregação em Nova Inglaterra, que evitassem seu nome de nascimento e pronomes de gênero. Alguns estudiosos os consideram fora do binário de gênero e como um capítulo da história trans "antes [da palavra] 'transgênero'".
De acordo com Genny Beemyn em História Transgênero nos Estados Unidos, os poucos relatos históricos de pessoas transgênero nos séculos XVII e XVIII na América são predominantemente de pessoas de feminino para masculino, possivelmente porque era mais difícil para pessoas de masculino para feminino se apresentarem com sucesso como mulheres antes da introdução de tratamentos hormonais e cirurgias de afirmação de gênero. Um exemplo citado é Mary Henly, uma pessoa designada feminina em Massachusetts, acusada em 1692 de usar roupas masculinas ilegalmente por "parecer confundir o curso da natureza".

### 1800–1950
Joseph Lobdell (nascido em 1829 como Lucy Ann Lobdell) viveu como homem por sessenta anos e, por isso, foi preso e internado em um asilo psiquiátrico. Apesar disso, conseguiu se casar com uma mulher.

O condutor de diligências Charley Parkhurst (nascido em 1812) fugiu de um orfanato em Lebanon, New Hampshire aos 12 anos e viveu como homem pelo resto da vida. Foi um renomado cocheiro, atuando por parte de sua carreira na Califórnia da fronteira durante a corrida do ouro. Por pelo menos 15 anos, trabalhou como criador de galinhas e lenhador, conseguindo se aposentar em Watsonville, Califórnia. Faleceu de câncer de língua em 1879, vivendo sozinho em uma cabana. Não se casou, e sua identidade foi revelada por vizinhos apenas após sua morte.
Mary Jones [en] (nascida em 1803 como Peter Sewally), uma afro-americana livre, foi presa em Nova York em 1836 por se vestir como mulher, prostituição e furto. Segundo um relato contemporâneo do New York World, Jones compareceu ao tribunal "vestida à la mode de Nova York, elegantemente e com estilo perfeito. Suas orelhas escuras estavam adornadas com um par de brincos brancos como neve, sua cabeça era ornamentada com uma peruca de cachos belos, e nela havia um pente dourado, meio escondido entre a abundante lã". Quando questionada sobre o vestuário, Jones respondeu: "Tenho o hábito de servir garotas de má fama [...] e elas me convenceram a usar roupas femininas, dizendo que eu ficava muito melhor assim, e sempre participei de festas entre pessoas da minha própria cor vestido dessa maneira – e em Nova Orleans sempre me vesti assim". Jones foi condenada a cinco anos de prisão por furto qualificado. Uma litografia intitulada "The Man-Monster", mostrando Jones com roupas femininas, foi publicada logo após. Jones foi presa mais duas vezes em 1845, ambas as vezes vestida como mulher.

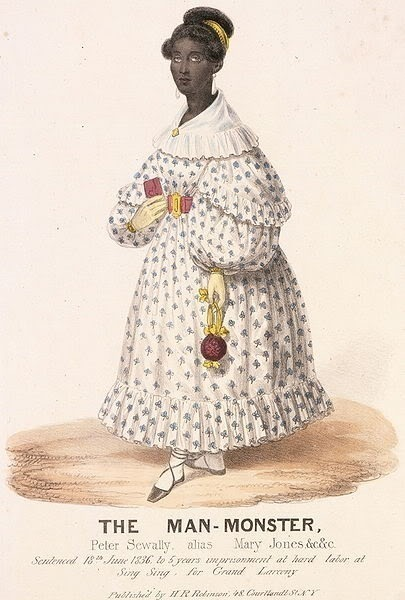
Litografia de Mary Jones, desenhada por H. R. Robinson em 1836

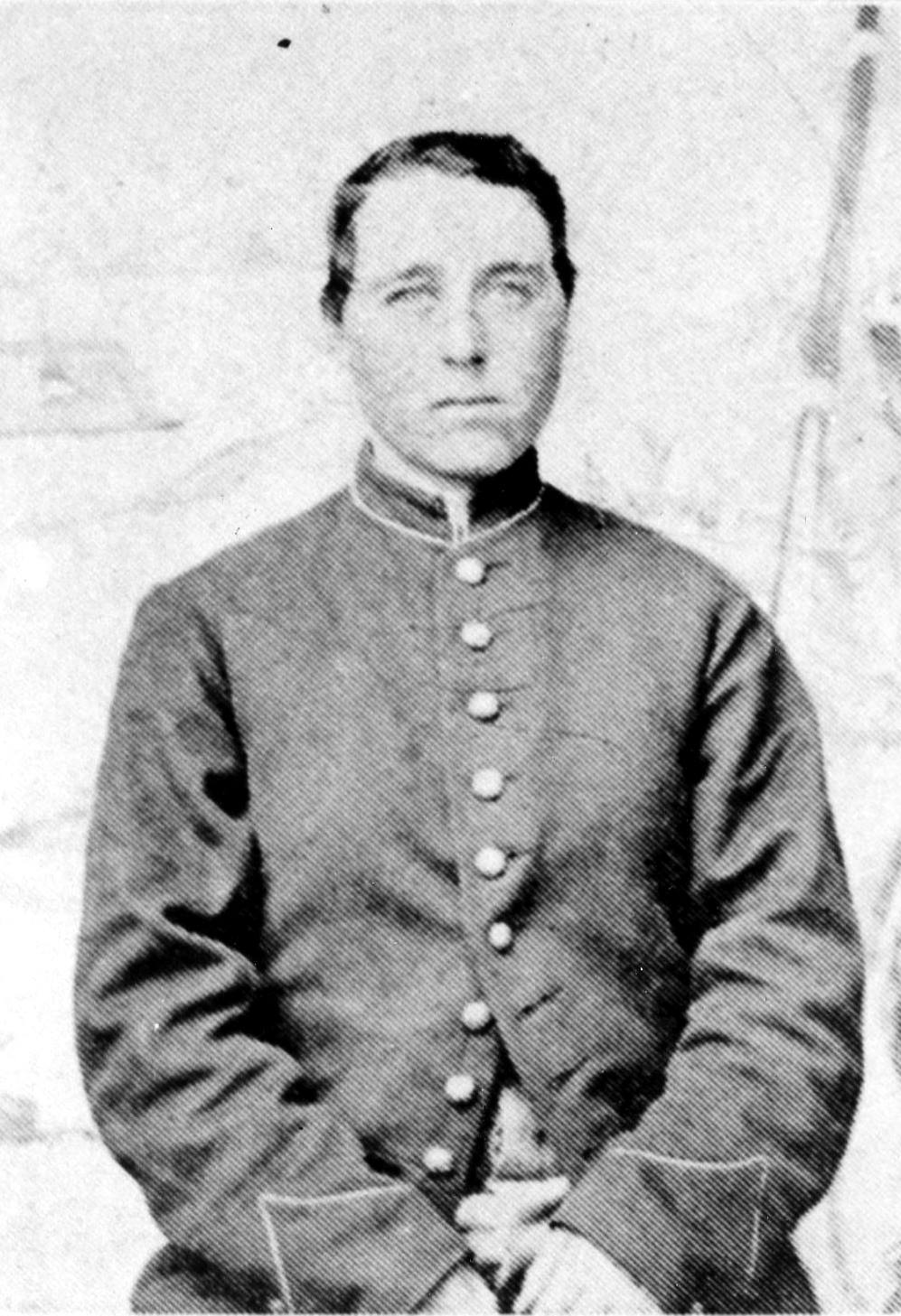
Albert Cashier em 1864

Durante a Guerra Civil Americana (1861–1865), pelo menos 240 pessoas designadas como femininas ao nascer são conhecidas por terem usado roupas masculinas e lutado como soldados. Muitas podem ter feito isso porque não eram permitidas a lutar como mulheres, sendo essa sua forma de participar do esforço de guerra. Algumas eram transgênero e continuaram a viver como homens ao longo de suas vidas. Um soldado notável foi Albert Cashier [en], que viveu como homem por mais de 53 anos. Após a guerra, Frances Thompson [en] (uma mulher trans negra anteriormente escravizada) foi uma das cinco mulheres negras que testemunharam perante a investigação do Congresso sobre os tumultos de Memphis de 1866, durante os quais uma multidão de terroristas brancos atacou e estuprou Thompson; dez anos depois, Thompson foi presa por "ser um homem vestido com roupas femininas".
Os estudos sobre transgeneridade na Europa, especialmente na Alemanha, começaram a influenciar os Estados Unidos no final do século XIX. O escritor Edward Charles Spitzka [en] relembrou aos leitores americanos o caso de Edward Hyde, 3º Conde de Clarendon, governador colonial de Nova York, conhecido por praticar cross-dressing.
Em 1895, um grupo de pessoas autodescritas como andrógenos em Nova York organizou um clube chamado Cercle Hermaphroditos [en], com o desejo de "se unir para se defender contra a amarga perseguição do mundo". Jennie June [en] (nascida em 1874, nome de nascimento desconhecido, também escreveu sob os pseudônimos Earl Lind e Ralph Werther), membro do Cercle Hermaphroditos, publicou memórias: The Autobiography of an Androgyne (1918) e The Female Impersonators (1922). June descreveu-se com termos contemporâneos para variância de gênero e sexualidade, como invertido, uraniano, fairie, andrógino e "imitadora feminina instintiva". June foi designada masculina ao nascer e usava pronomes ele/dele em suas memórias, mas afirmou ter desejado toda a vida se tornar mulher, optando por realizar uma orquiectomia (remoção dos testículos) para feminizar seu corpo. Seu objetivo ao publicar essas histórias pessoais era aumentar a aceitação de pessoas invertidas e reduzir o suicídio de jovens invertidos. Em 2010, cinco seções de seu terceiro volume de memórias (datado de 1921, mas nunca publicado) foram descobertas e publicadas no OutHistory.org.

Murray Hall (1841–1901) foi político em Nova York por quase 25 anos. Após sua morte, descobriu-se que ele havia sido designado feminino ao nascer. Hall foi casado duas vezes e tinha uma filha adotiva. Embora sua esposa mais recente tivesse falecido antes dele, sua filha foi descrita como "terrivelmente chocada. Ela disse que sempre acreditou que seu pai adotivo era homem e nunca ouviu sua mãe adotiva dizer algo que a levasse a suspeitar do contrário".

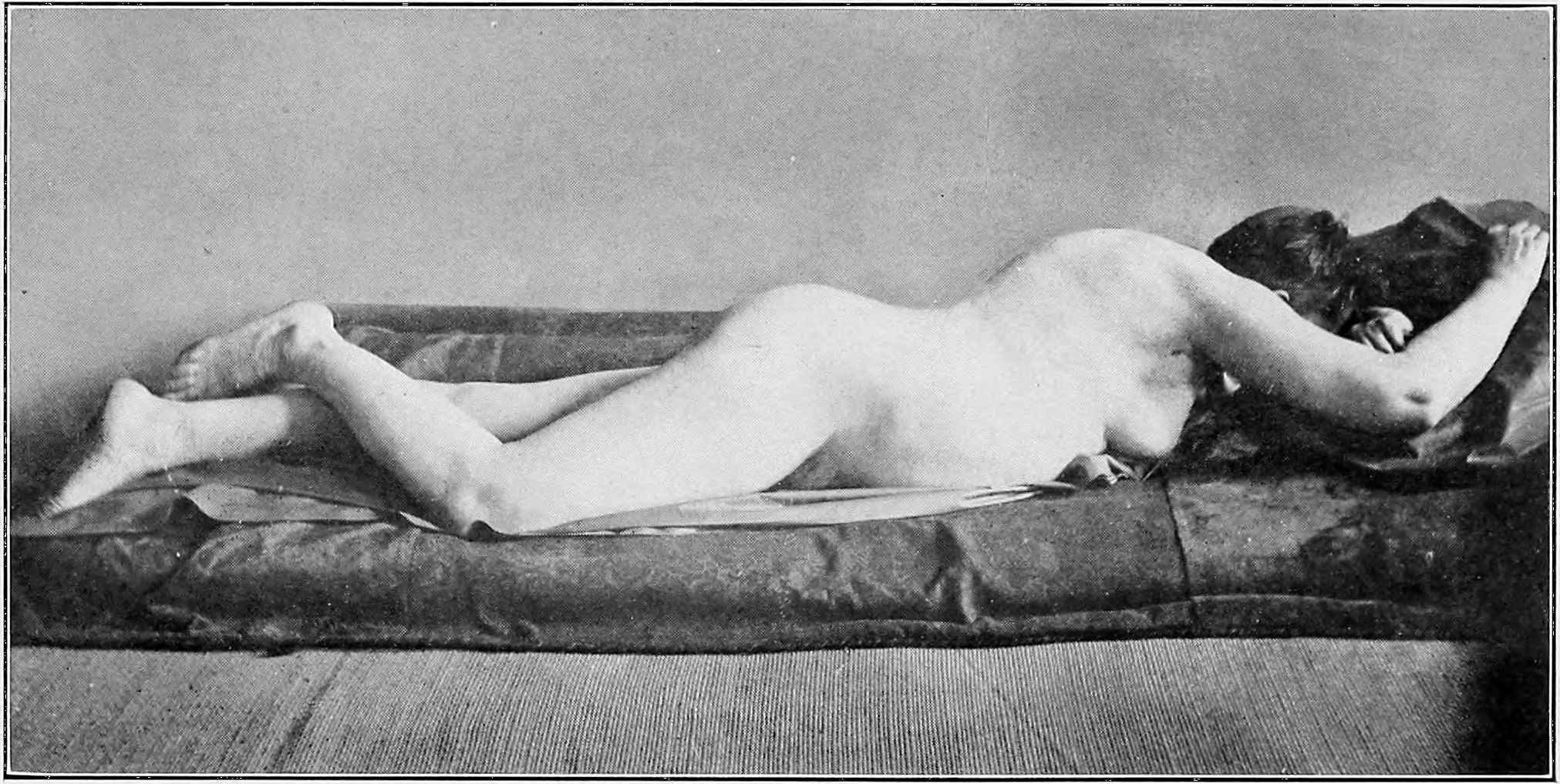
Jennie June posando em imitação da estátua Hermafrodita Dormindo, publicada em 1918.

Alguns casos são conhecidos de imigrantes que mudaram sua identidade de gênero ao chegar aos Estados Unidos, especialmente homens trans. Um caso notável é o de Frank Woodhull, que viveu como homem por cerca de 15 anos e foi descoberto como "se passando por homem" durante o processamento em Ellis Island em 1908.
Em 1917, o Dr. Alan L. Hart, trabalhando com o psiquiatra Dr. Joshua Gilbert, foi o primeiro homem trans documentado nos Estados Unidos a passar por histerectomia e gonadectomia para viver sua vida como homem. Após sua transição, Hart declarou ao Albany Daily Democrat [en] que estava "mais feliz desde que fiz essa mudança do que jamais estive em minha vida, e continuarei assim enquanto viver [...]. Nunca escondi nada sobre minha [mudança] para roupas masculinas [...]. Voltei para casa para mostrar aos meus amigos que não tenho vergonha de nada".
A mulher trans Lucy Hicks Anderson [en] nasceu em 1886 em Waddy, Kentucky. Trabalhou como empregada doméstica na adolescência, tornando-se posteriormente uma socialite e madame em Oxnard, Califórnia, nas décadas de 1920 e 1930. Em 1945, foi julgada no condado de Ventura por perjúrio e fraude por receber benefícios conjugais do exército, já que seu vestir-se e apresentar-se como mulher foi considerado uma "mascarada". Perdeu o caso, mas evitou uma longa pena de prisão, apenas para ser julgada novamente pelo governo federal pouco depois. Também perdeu esse segundo caso e foi condenada à prisão, junto com seu então marido Ruben Anderson. Após cumprirem suas penas, mudaram-se para Los Angeles, onde viveram discretamente até sua morte em 1954.
Billy Tipton foi um notável músico de jazz e líder de banda americano que viveu como homem em todos os aspectos de sua vida a partir da década de 1940 até sua morte. Seu próprio filho não sabia de seu passado até a morte de Tipton. A primeira matéria sobre Tipton foi publicada no dia seguinte ao seu funeral e rapidamente repercutiu em serviços de notícias. Histórias sobre Tipton apareceram em diversos jornais, incluindo tabloides como o National Enquirer [en] e Star, além de jornais mais respeitados, como New York Magazine e The Seattle Times. A família de Tipton também fez aparições em talk shows.

### Décadas de 1950 e 1960

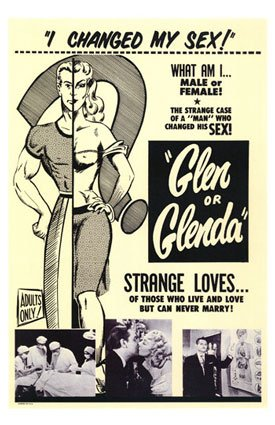
O filme de 1953 Glen or Glenda abordou temas de transexualidade e travestismo.

As décadas de 1950 e 1960 testemunharam o surgimento de algumas das primeiras organizações e publicações transgênero, mas as leis e a medicina não responderam favoravelmente ao crescente reconhecimento das pessoas transgênero. A pessoa transgênero americana mais famosa da época foi Christine Jorgensen, que, em 1952, tornou-se a primeira pessoa amplamente publicizada a passar por cirurgia de afirmação de gênero (neste caso, de masculino para feminino), criando uma sensação mundial. No entanto, em 1959, ela teve sua licença de casamento negada ao tentar se casar com um homem, e seu noivo perdeu o emprego quando o noivado com Christine tornou-se público.
Virginia Prince, uma pessoa transgênero que começou a viver em tempo integral como mulher em San Francisco na década de 1940, desenvolveu, nos anos 1950, uma ampla rede de correspondência com pessoas transgênero na Europa e nos Estados Unidos. Ela colaborou estreitamente com Alfred Kinsey para chamar a atenção de cientistas sociais e reformadores sexuais às necessidades das pessoas transgênero.
Em 1952, utilizando a rede de correspondência de Virginia Prince como lista inicial de assinantes, um pequeno grupo de pessoas transgênero no sul da Califórnia lançou a revista Transvestia: The Journal of the American Society for Equality in Dress, que publicou duas edições. A sociedade que lançou a revista teve uma existência breve no sul da Califórnia.
O Tumulto de Cooper Donuts foi um incidente em maio de 1959 em Los Angeles, no qual mulheres transgênero, mulheres lésbicas, drag queens e homens gays se revoltaram, sendo uma das primeiras revoltas LGBT nos EUA. O incidente foi desencadeado por assédio policial contra pessoas LGBT em um café 24 horas chamado Cooper Donuts. Em 1960, Virginia Prince iniciou outra publicação, também chamada Transvestia, que discutia questões transgênero. Em 1962, ela fundou o Hose and Heels Club para travestis, que logo mudou seu nome para Phi Pi Epsilon, um nome inspirado em irmandades de letras gregas [en] e que brincava com as iniciais FPE, sigla da filosofia de Prince de "Full Personality Expression" (Expressão Plena da Personalidade). Prince acreditava que o sistema binário de gênero prejudicava homens e mulheres, impedindo-os de alcançar seu pleno potencial humano, e considerava o travestismo uma forma de corrigir isso.
Reed Erickson, um homem transexual, fundou a Fundação Educacional Erickson em 1964. A EEF fornecia informações gratuitas para pessoas transgênero, familiares e profissionais, além de financiar a publicação do livro editado por Richard Green e John Money, Transsexualism and Sex Reassignment (1969), e outros livros sobre sexo e gênero. A EEF também financiou os primeiros simpósios para profissionais que trabalhavam com transexuais, o que eventualmente levou à formação da Associação Internacional de Disforia de Gênero Harry Benjamin, hoje chamada Associação Profissional Mundial para a Saúde dos Transgêneros. O trabalho da EEF foi continuado pelo psicólogo Paul Walker no final dos anos 1970, na década de 1980 por Irmã Mary Elizabeth Clark e Jude Patton, e nos anos 1990 por Dallas Denny.

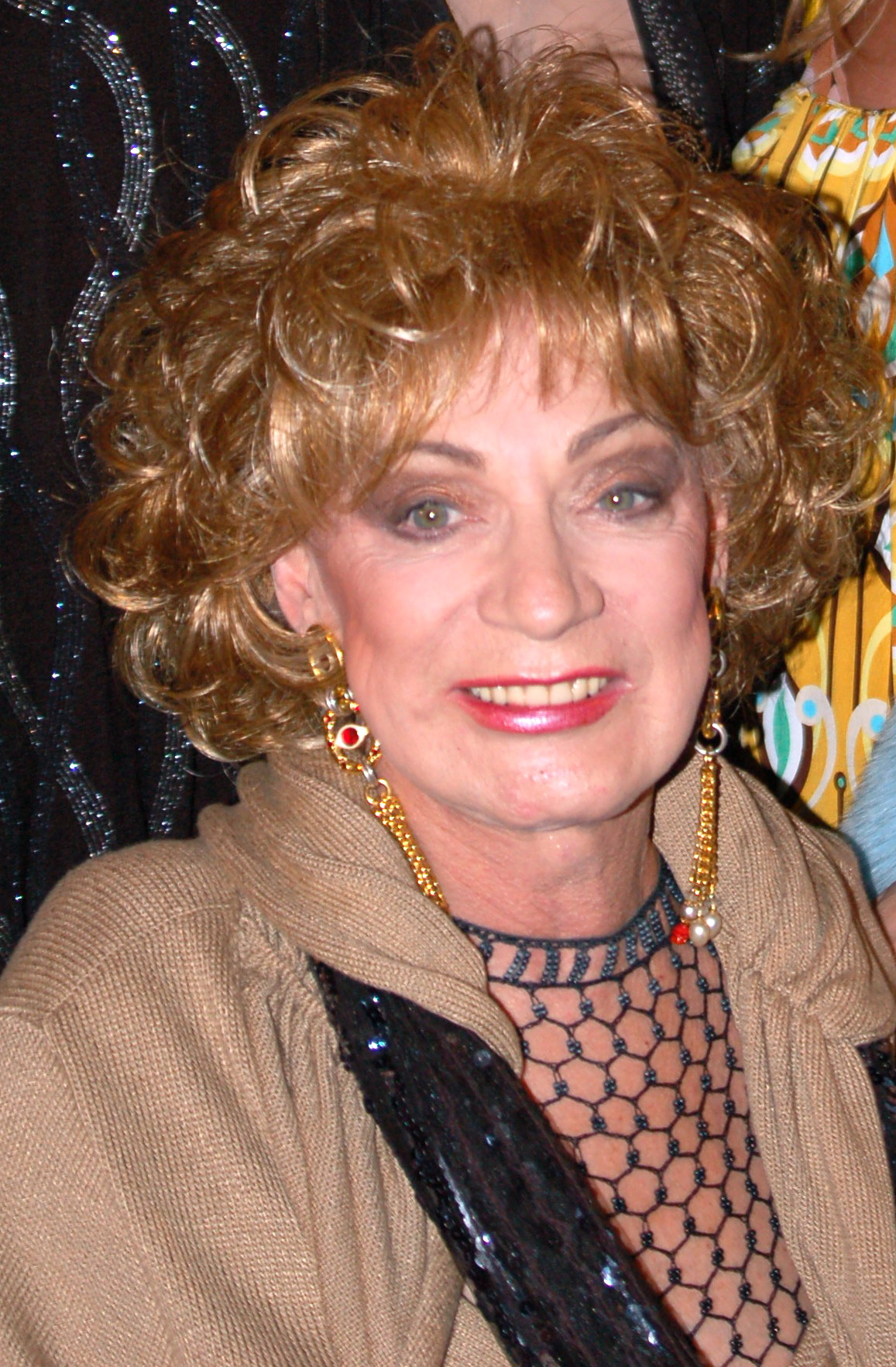
Holly Woodlawn, superestrela de Andy Warhol, em 2007

No final da década de 1960, em Nova York, Mario Martino fundou o Serviço de Aconselhamento da Fundação Labyrinth, a primeira organização comunitária transgênero voltada especificamente para as necessidades de homens transexuais.
Pessoas transgênero também ganharam alguma visibilidade por meio da cultura popular, especialmente através do trabalho de Andy Warhol. Nas décadas de 1960 e início dos anos 1970, as atrizes transgênero Holly Woodlawn e Candy Darling estavam entre as superestrelas de Warhol [en], aparecendo em vários de seus filmes. Em 1968, Gore Vidal publicou o primeiro romance americano em que o personagem principal passa por cirurgia de afirmação de gênero, Myra Breckinridge, que mais tarde foi adaptado para um filme [en].
Em 25 de abril de 1965, mais de 150 pessoas foram impedidas de serem atendidas no Dewey's, um café e lanchonete local na 219 South 17th Street, em Filadélfia, perto da Praça Rittenhouse [en]. As pessoas barradas foram descritas na época como "homossexuais", "mulheres masculinas", "homens femininos" e "pessoas usando roupas não conformistas". Três adolescentes (reportados pela Janus Society e pela revista Drum [en] como sendo dois homens e uma mulher) realizaram um protesto sentado naquele dia. Após os gerentes do restaurante chamarem a polícia, os três foram presos. Ao oferecer suporte legal aos jovens, o ativista local e presidente da organização homófila Janus Society, Clark Polak, também foi preso. Manifestações ocorreram fora do estabelecimento nos cinco dias seguintes, com 1.500 panfletos distribuídos pela Janus Society e seus apoiadores. Três pessoas realizaram um segundo protesto sentado em 2 de maio de 1965. A polícia foi novamente chamada, mas se recusou a fazer prisões dessa vez. A Janus Society afirmou que os protestos foram bem-sucedidos em prevenir novas prisões, e a ação foi considerada pela revista Drum como "o primeiro protesto sentado de seu tipo na história dos Estados Unidos".
A palavra "transgênero" foi cunhada em 1965 pelo psiquiatra John F. Oliven, da Universidade Columbia, em sua obra de referência Sexual Hygiene and Pathology.

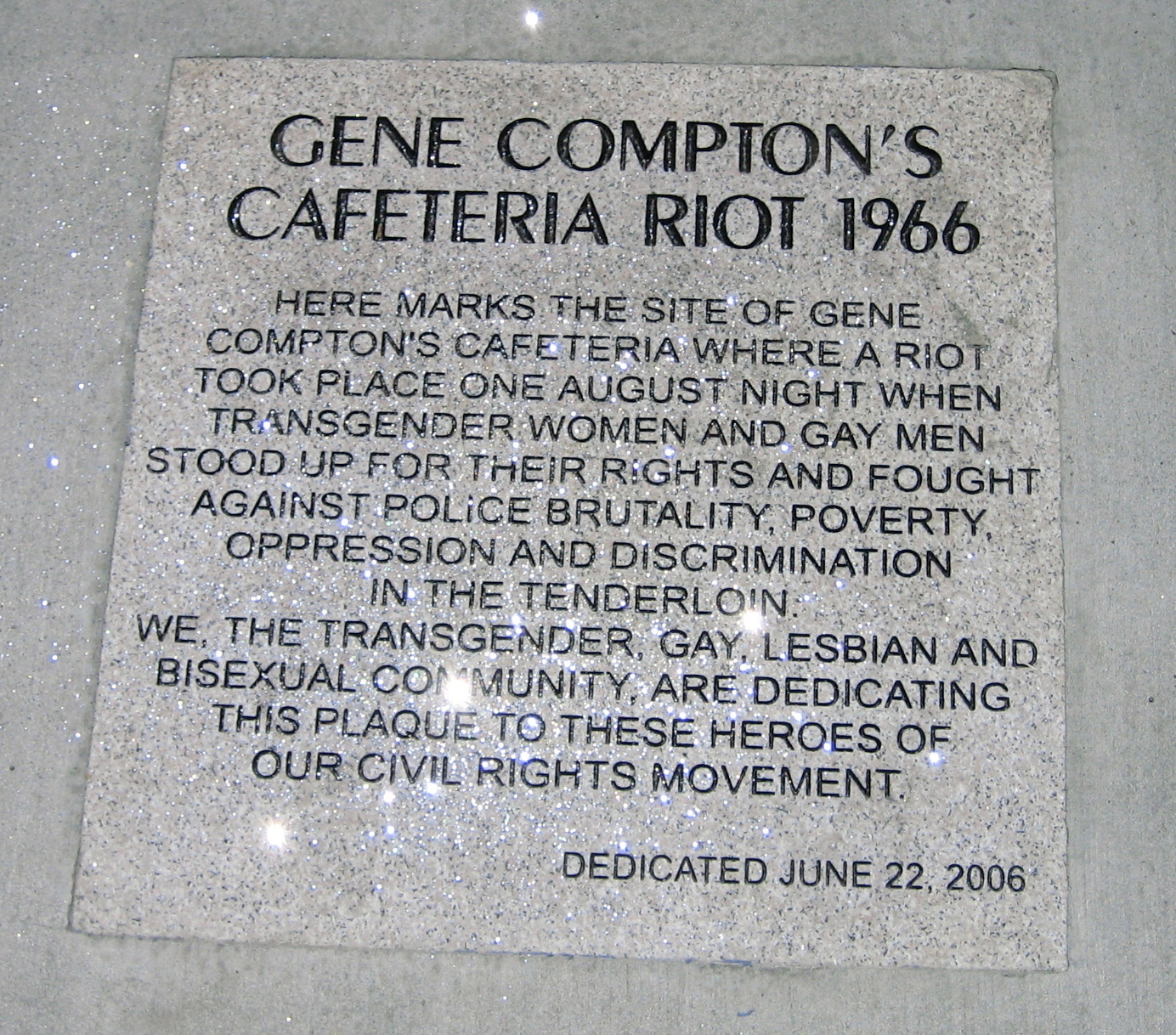
Placa em homenagem ao 40º aniversário do Tumulto da Cafeteria Compton, na esquina das ruas Taylor e Turk, em São Francisco

No ano seguinte, em 1966, ocorreu um dos primeiros tumultos transgênero registrados na história dos EUA. O tumulto da Cafeteria Compton [en] aconteceu no bairro Tenderloin, em São Francisco. Na noite após o tumulto, mais pessoas transgênero, trabalhadores do sexo, moradores de rua do Tenderloin e outros membros da comunidade LGBT se juntaram a um piquete na cafeteria, que não permitia a entrada de pessoas transgênero. A manifestação terminou com as janelas de vidro recém-instaladas sendo quebradas novamente. O tumulto marcou o início do ativismo transgênero em São Francisco. Segundo a enciclopédia online glbtq.com, "após o tumulto na Compton's, uma rede de serviços sociais, psicológicos e médicos de apoio a pessoas transgênero foi estabelecida, culminando em 1968 com a criação da Unidade Nacional de Aconselhamento de Transexuais [NTCU], a primeira organização de apoio e advocacy dirigida por pares no mundo".
Algumas pessoas que mais tarde se envolveram no ativismo transgênero participaram dos tumultos de Stonewall de 1969 no Stonewall Inn, em Nova York. Essa revolta violenta de uma semana nos bares gays e ruas de Greenwich Village é amplamente considerada um ponto de inflexão para o movimento pelos direitos LGBT na América, marcando a transição das políticas mais assimilacionistas e de respeitabilidade de grupos como a Mattachine Society e Daughters of Bilitis para o nascimento do movimento radical de liberação gay e a fundação de grupos como a  Gay Liberation Front, com seu Drag Queen Caucus, cujos membros mais tarde fundaram a Street Transvestite Action Revolutionaries e a Queens Liberation Front [en]. Ativistas de gênero não conforme e trans, incluindo Marsha P. Johnson, Zazu Nova e Jackie Hormona, foram confirmadas como estando "na vanguarda" dos tumultos na primeira noite.

### Décadas de 1970 e 1980
Na década de 1970 e 1980, diversas organizações de apoio a homens travestis começaram a surgir, muitas delas como ramificações das iniciativas fundadas por Virginia Prince no início dos anos 1960. A ativista transgênero Lee Brewster [en], do Queens Liberation Front, lançou a revista Queens, voltada para mulheres transgênero. Angela Douglas [en] criou a TAO (Organização de Ação Transexual/Travesti), responsável pela publicação dos boletins Moonshadow e Mirage. Em 1972, a TAO transferiu-se para Miami, onde incorporou membros porto-riquenhos e cubanos, tornando-se a primeira organização internacional de comunidade transgênero.
Um evento marcante para o ativismo ocorreu em 1979, com a primeira Marcha Nacional em Washington pelos Direitos de Lésbicas e Gays [en], realizada em Washington, D.C., no dia 14 de outubro. A marcha reuniu entre 75.000 e 125.000 pessoas transgênero, lésbicas, bissexuais, gays e aliados heterossexuais, que reivindicaram igualdade de direitos civis e a aprovação de leis protetivas. Organizada por Phyllis Frye [en] (que, em 2010, tornou-se a primeira juíza abertamente transgênero do Texas) e outros três ativistas, a marcha não contou com discursos de pessoas transgênero no evento principal.

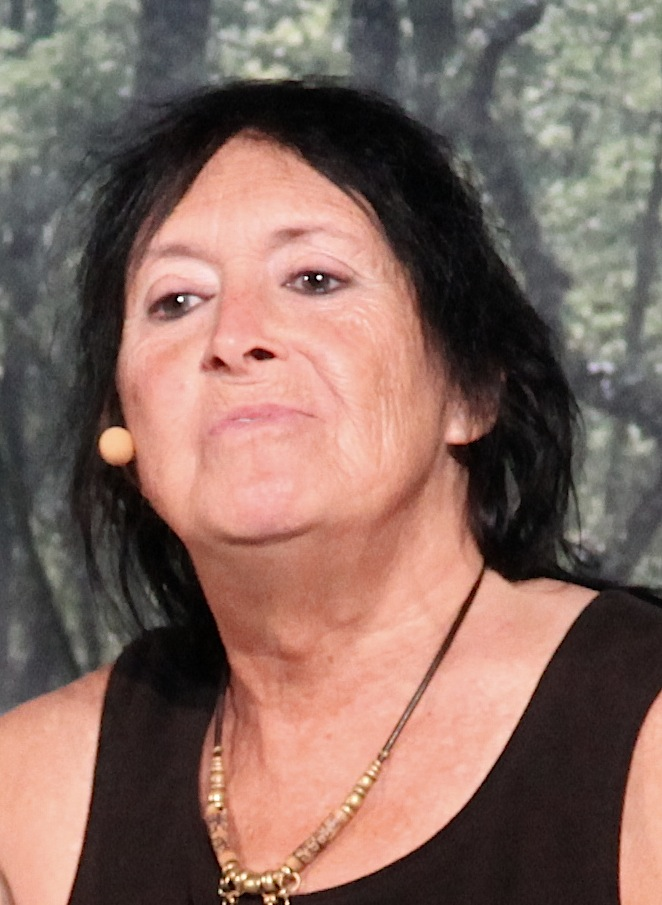
Sandy Stone, engenheira transgênero da Olivia Records, foi alvo de ataques na década de 1970; ela é considerada a pioneira dos estudos transgênero.

Os anos 1970 também testemunharam tensões entre as comunidades transgênero e lésbica nos Estados Unidos. Em 1973, a Conferência Lésbica da Costa Oeste dividiu-se devido à apresentação programada da cantora folk lésbica transgênero  Beth Elliott. Elliott, que atuou como vice-presidente do capítulo de São Francisco do grupo lésbico Daughters of Bilitis e editou o boletim Sisters, foi expulsa em 1973 sob a alegação de que não era "realmente uma mulher". Em 1977, algumas lésbicas protestLivro protestaram contra a contratação da mulher transgênero Sandy Stone pela Olivia Records [en].
Em 1979, a ativista feminista radical lésbica Janice Raymond publicou o livro The Transsexual Empire [en], apresentado como uma crítica ao establishment médico e psiquiátrico patriarcal. Raymond argumentava que a transexualidade se baseava em "mitos patriarcais" de "maternidade masculina" e da "criação da mulher segundo a imagem do homem". Ela afirmava que isso visava "colonizar a identificação, cultura, política e sexualidade feministas", acrescentando: "Todos os transexuais violam os corpos das mulheres ao reduzir a forma feminina real a um artefato, apropriando-se desse corpo para si mesmos [...] Os transexuais apenas eliminam os meios mais óbvios de invadir as mulheres, para parecerem não invasivos." Nessa acusação, Raymond ecoava a crítica da feminista Robin Morgan [en] na Conferência Lésbica da Costa Oeste de 1973, em Los Angeles, que acusou a cantora folk transexual Beth Elliott, que se apresentara no dia anterior, de ser "uma oportunista, infiltrada e destruidora, com a mentalidade de um estuprador".
Em particular, Raymond lançou um ataque ad hominem contra Sandy Stone em The Transsexual Empire. Ela acusou Stone, nominalmente, de conspirar para destruir o coletivo Olivia Records e a feminilidade em geral com sua "energia masculina". Em 1976, antes da publicação, Raymond enviou um rascunho do capítulo que atacava Stone ao coletivo Olivia "para comentários", aparentemente com a intenção de expor Stone. Raymond parecia desconhecer que Stone já havia informado o coletivo sobre sua condição transgênero antes de ingressar. O coletivo respondeu com comentários, sugerindo que a descrição de Raymond sobre pessoas transgênero e o papel de Stone no coletivo não correspondia à realidade de sua interação com ela. Apesar disso, Raymond publicou o livro em 1979, e, em resposta, Stone publicou The Empire Strikes Back: A Posttranssexual Manifesto [en], considerado o marco inicial dos estudos transgênero.
O próprio coletivo defendeu Stone publicamente em várias publicações feministas da época. Stone permaneceu no coletivo e continuou a gravar artistas da Olivia até que dissensões políticas sobre sua condição transgênero, agravadas pelo livro de Raymond, culminaram em 1979 com a ameaça de boicote aos produtos da Olivia. Após longo debate, Stone deixou o coletivo e retornou a Santa Cruz. No final da década de 1970, apesar do crescente reconhecimento nos círculos médicos, a luta por aceitação estava longe de ser vencida. Alguns retrocessos desse período incluíram a dissolução de alguns dos primeiros grupos de defesa transexual, como o NTCU, e a perda de apoio em círculos gays e feministas.
Em 1980, pessoas transgênero foram oficialmente classificadas pela Associação Americana de Psiquiatria como portadoras de "transtorno de identidade de gênero".
A década de 1980 viu o surgimento de vários boletins e revistas de importância central para pessoas trans. Nos anos 1980, a maioria dos assinantes das publicações baseadas em Toronto de Rupert Raj [en], Metamorphosis e Gender NetWorker, eram americanos. A Metamorphosis foi fundada por Raj no início de 1982 como um boletim bimestral, voltado exclusivamente para homens trans (com leitores-alvo incluindo suas famílias, esposas/namoradas, profissionais e "paraprofissionais interessados em transexualidade feminina"). A partir da terceira edição, o boletim tinha em média 8 páginas, enquanto em 1986, a maioria das edições tinha 24 páginas; a última edição foi publicada em 1988. Em 1986, o ativista transgênero Lou Sullivan fundou o grupo de apoio que evoluiu para o FTM International, principal grupo de defesa de homens transgênero, e começou a publicar o The FTM Newsletter. O Gender NetWorker foi fundado por Raj em 1988 e teve duas edições, direcionadas especificamente a "profissionais de ajuda e provedores de recursos".
O termo "transgênero" como um termo guarda-chuva para se referir a todas as pessoas com não conformidade de gênero tornou-se mais comum no final da década de 1980.

### Décadas de 1990 e 2000
Em 1991, uma mulher transgênero chamada Nancy Burkholder foi expulsa do Michigan Womyn's Music Festival [en] após os seguranças perceberem que ela era transgênero. Após o incidente, surgiram protestos contra a política do festival, que admitia apenas "mulheres nascidas mulheres". Esses protestos ficaram conhecidos como Camp Trans. O último Michigan Womyn's Music Festival ocorreu em 2015.
Também em 1991, foi realizada a primeira Southern Comfort Conference, uma importante conferência anual sobre transgênero em Atlanta, Geórgia. É considerada a maior, mais famosa e proeminente conferência do tipo nos Estados Unidos.
Diversas organizações transgênero foram fundadas nas décadas de 1990 e início dos 2000. Em 1991, Dallas Denny criou a American Educational Gender Information Service, uma organização sem fins lucrativos 501(c)(3) que fornecia informações e encaminhamentos para pessoas trans, suas famílias e a imprensa, além de publicar a prestigiada revista Chrysalis Quarterly. O Transgender Nation, um desdobramento do capítulo de São Francisco do Queer Nation, foi uma das primeiras organizações transgênero, ativa entre 1992 e 1994.
O Transexual Menace foi outro grupo, fundado em 1994 por Riki Wilchins. Uma de suas primeiras ações foi realizar uma vigília em memória de Brandon Teena durante o julgamento de seus assassinos. Em 1995, as principais organizações transgênero nacionais uniram-se para formar o conselho da GenderPAC, a primeira organização nacional de advocacy política dedicada ao direito à identidade de gênero. No ano seguinte, a GenderPAC organizou o primeiro Dia Nacional de Lobby de Gênero no Capitólio, com o apoio dos ativistas Phyllis Frye e Jane Fee. Também lançou o Compromisso de Diversidade Corporativa, envolvendo empresas da Fortune 500 que incluíram "identidade de gênero" em suas políticas antidiscriminação (já que, na época, a HRC focava apenas em "orientação sexual"), além de um Compromisso de Diversidade Congressional semelhante. No entanto, o foco da GenderPAC, que também abrangia gays e lésbicas não conformes ao gênero, gerou divisões internas. Em 1999, a Coalizão Nacional de Defesa dos Transgêneros foi fundada por um grupo de lobistas transgênero experientes. A Fundação de Transgêneros da América foi estabelecida em 2001. Em 2003, foram criadas o Centro Nacional para a Igualdade dos Transgêneros [en] e a Associação de Veteranos Americanos Transgêneros (TAVA).

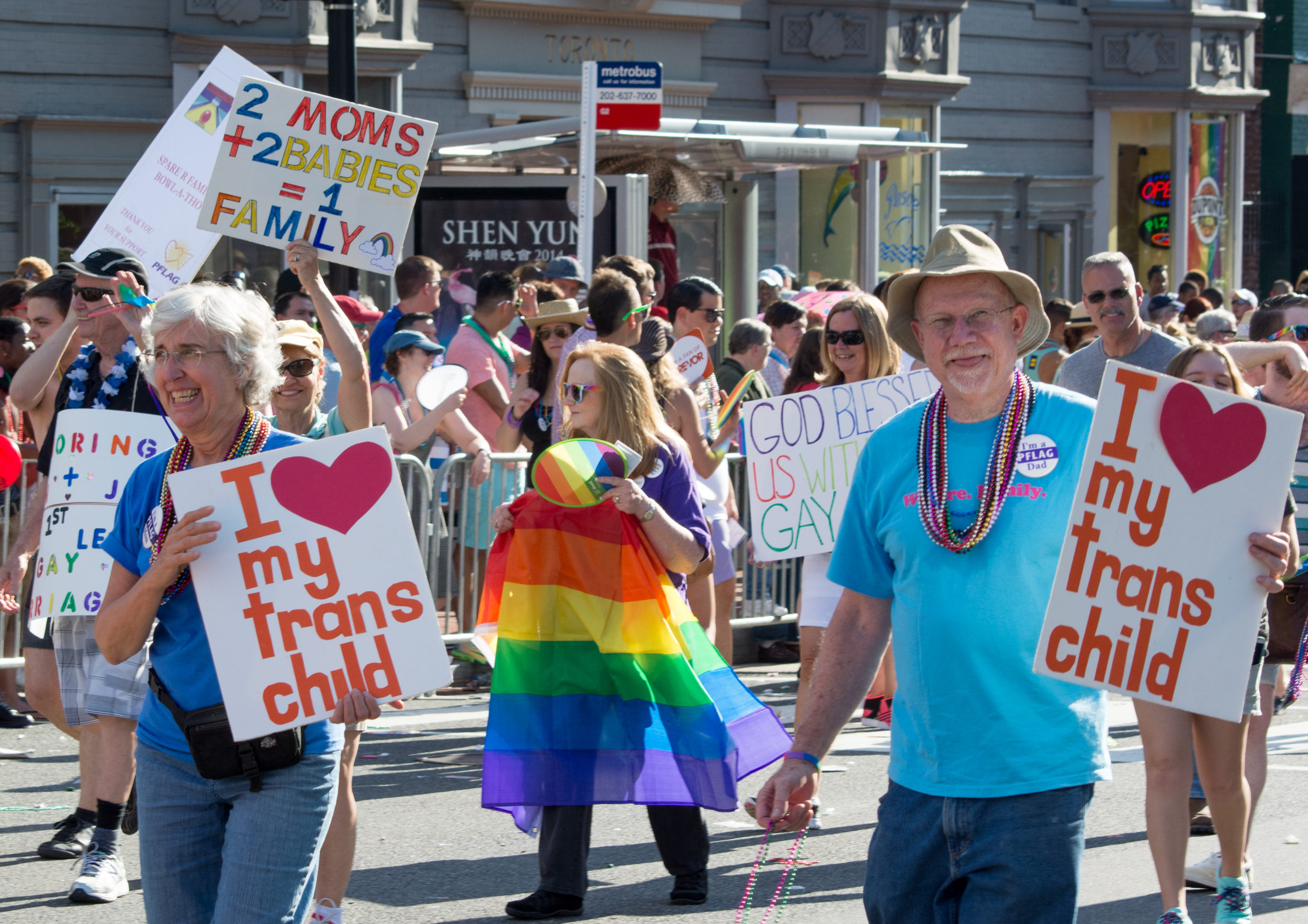
Pais de crianças transgênero tornaram-se mais ativos na década de 2000

O grupo de direitos LGBT Parents and Friends of Lesbians and Gays (PFLAG), fundado em 1972, também passou a oferecer maior apoio a pessoas transgênero nesse período. Em 1998, a identidade de gênero foi incluída em sua missão após uma votação em sua reunião anual em São Francisco. A PFLAG tornou-se a primeira organização nacional LGBT a adotar oficialmente uma política de inclusão transgênero em suas atividades. Em 2002, a PFLAG criou sua Rede Transgênero, conhecida como TNET, como seu primeiro "Afiliado Especial" oficial, com os mesmos privilégios e responsabilidades de seus capítulos regulares.
Durante esse período, a comunidade transgênero ganhou maior visibilidade. Em 1998, Karen Kopriva, uma professora de ensino médio em Lake Forest, Illinois, tornou-se a primeira docente americana a realizar uma transição de gênero durante o exercício de sua profissão. O caso gerou grande repercussão na mídia, mas, quando outra professora passou pelo mesmo processo no ano seguinte em um subúrbio diferente, ninguém notou. O Dia da Memória Transgênero foi fundado em 1998 por Gwendolyn Ann Smith [en], uma designer gráfica, colunista e ativista transgênero americana, para homenagear o assassinato da mulher transgênero Rita Hester em Massachusetts, em 1998.
O Dia da Memória Transgênero é realizado anualmente em 20 de novembro, homenageando todas as pessoas assassinadas devido a ódio e preconceito transfóbicos. A versão mais conhecida da bandeira do Orgulho Transgênero foi criada em 1999 pela mulher trans americana Monica Helms. A bandeira foi exibida pela primeira vez em uma parada do orgulho em Phoenix, Arizona, em 2000. Em 2012, o grupo Spokane Trans criou sua própria versão da bandeira do orgulho transgênero, descrita em seu site como: "As duas faixas superiores representam do masculino (azul) ao feminino (rosa). O roxo representa pessoas não binárias e genderqueer (já que as cores da bandeira genderqueer são verde, branco e roxo). A faixa branca fina simboliza todas as pessoas, assim como a 'linha' que pessoas trans* cruzam durante sua transição. As faixas inferiores representam do feminino (rosa) ao masculino (azul)."
Em 2009, o Dia Internacional da Visibilidade Transgênero foi fundado por Rachel Crandall Crocker, também fundadora da TransGender Michigan. Celebrado anualmente em 31 de março, o feriado é dedicado a celebrar pessoas transgênero e conscientizar sobre a discriminação enfrentada por elas em todo o mundo. A visibilidade transgênero na comunidade LGBT também ganhou força nos anos 2000. Em 2002, Pete Chvany, Luigi Ferrer, James Green, Loraine Hutchins [en] e Monica McLemore [en] participaram do Encontro de Saúde Gay, Lésbica, Bissexual, Transgênero, Queer e Intersexo, realizado em Boulder, Colorado, marcando a primeira vez que pessoas transgênero, bissexuais e intersexo foram reconhecidas como parceiras iguais em nível nacional, em vez de meras "aliadas" ou símbolos de inclusão de gays e lésbicas.
Em 2004, a Marcha Trans de São Francisco [en] foi realizada pela primeira vez. Desde então, o evento ocorre anualmente, sendo a maior celebração do orgulho transgênero em São Francisco e um dos maiores eventos trans do mundo. Também em 2004, o livro The Man Who Would Be Queen [en], do controverso pesquisador J. Michael Bailey [en], foi anunciado como finalista na categoria Transgênero dos Prêmios Lambda Literários de 2003. A nomeação gerou protestos imediatos da comunidade transgênero, que coletou milhares de assinaturas em uma petição contrária em poucos dias. Após a petição, os juízes da Fundação reavaliaram o livro, consideraram-no transfóbico e o removeram da lista de finalistas. No ano seguinte, o diretor executivo que inicialmente aprovara a inclusão do livro renunciou. O diretor executivo Charles Flowers afirmou posteriormente que "o incidente Bailey revelou falhas em nosso processo de nomeação de prêmios, que reformulei completamente desde que me tornei diretor executivo da fundação em janeiro de 2006". Em 2005, a ativista transgênero Pauline Park tornou-se a primeira pessoa abertamente transgênero escolhida como grande marechal da Parada do Orgulho de Nova York, o maior e mais antigo evento de orgulho LGBT dos Estados Unidos.

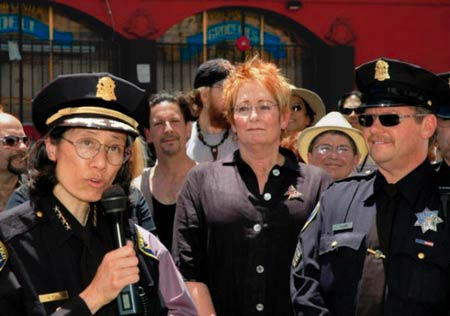
Chefe de polícia Heather Fong, Theresa Sparks e Stephan Thorne, primeiro policial transgênero de São Francisco

A participação de pessoas abertamente transgênero na política começou a ganhar destaque. Em 2003, Theresa Sparks [en] tornou-se a primeira mulher transgênero a ser nomeada "Mulher do Ano" pela Assembleia Estadual da Califórnia. Em 2007, ela foi eleita presidente da Comissão de Polícia de São Francisco por um único voto, tornando-se a primeira pessoa abertamente transgênero a presidir qualquer comissão de São Francisco, além de ser a autoridade transgênero de maior escalão da cidade.
Em 2006, Kim Coco Iwamoto foi eleita membro do Conselho de Educação do Havaí, tornando-se, na época, a autoridade eleita abertamente transgênero de maior escalão nos Estados Unidos e a primeira a vencer uma eleição estadual. Em 2008, Stu Rasmussen tornou-se o primeiro prefeito abertamente transgênero dos Estados Unidos, em Silverton, Oregon. Em 2009, Diego Sanchez tornou-se a primeira pessoa abertamente transgênero a trabalhar no Capitólio, atuando como assistente legislativo do congressista Barney Frank. Sanchez também foi a primeira pessoa transgênero a integrar o Comitê de Plataforma do Comitê Nacional Democrata (DNC) em 2008.
Em 2009, Barbra "Babs" Siperstein foi indicada e confirmada como a primeira membro geral abertamente transgênero do Comitê Nacional Democrata, e, em 2012, tornou-se a primeira membro eleita abertamente transgênero do DNC.
A história transgênero também começou a ser reconhecida nesse período. Em 1996, Leslie Feinberg publicou Transgender Warriors, uma obra sobre a história de pessoas transgênero. Dallas Denny fundou a Sociedade Histórica Transgênero em 1995 e, em 2000, doou sua coleção de materiais históricos para a Coleção Joseph A. Labadie, na Universidade de Michigan. Em 2008, Cristan Williams doou sua coleção pessoal para a Fundação de Transgêneros da América, onde se tornou a primeira coleção do Arquivo Transgênero, um arquivo da história transgênero mundial. Em 2009, o Comitê de História Lésbica e Gay, uma sociedade afiliada à Associação Histórica Americana, mudou seu nome para Comitê de História Lésbica, Gay, Bissexual e Transgênero.
Pessoas transgênero também alcançaram marcos pioneiros no entretenimento. Em 2001, Jessica Crockett tornou-se a primeira atriz transgênero a interpretar uma personagem transgênero na televisão, na série de James Cameron, Dark Angel. Em 2004, foi realizada a primeira performance exclusivamente transgênero de Os Monólogos da Vagina. Os monólogos foram interpretados por dezoito mulheres transgênero notáveis, e um novo monólogo sobre as experiências e lutas de mulheres transgênero foi incluído. Em 2005, Alexandra Billings [en] tornou-se a segunda mulher transgênero abertamente trans a interpretar uma personagem transgênero na televisão, no filme para TV Romy and Michelle: A New Beginning. Entre 2007 e 2008, a atriz Candis Cayne interpretou Carmelita Rainer, uma mulher transgênero que tem um caso com o procurador-geral de Nova York, Patrick Darling (interpretado por William Baldwin), na série dramática da ABC Dirty Sexy Money. O papel tornou Cayne a primeira atriz abertamente transgênero a interpretar uma personagem transgênero recorrente em uma série de horário nobre.
A comunidade transgênero americana também alcançou avanços pioneiros na religião nesse período. Em 2002, no seminário judaico reformista Hebrew Union College-Instituto Judaico de Religião [en] em Nova York, a rabina reformista Margaret Wenig organizou o primeiro seminário em uma escola rabínica que abordou questões psicológicas, legais e religiosas enfrentadas por pessoas transexuais ou intersexo. Em 2003, ela organizou um seminário semelhante na Faculdade Rabínica Reconstrucionista, abordando as mesmas questões. Também em 2003, Reuben Zellman tornou-se a primeira pessoa abertamente transgênero aceita no Hebrew Union College-Jewish Institute of Religion, onde foi ordenado em 2010. Elliot Kukla, que se assumiu transgênero seis meses antes de sua ordenação em 2006, foi a primeira pessoa abertamente transgênero ordenada pelo Hebrew Union College-Jewish Institute of Religion.
O HUC-JIR é o seminário judaico mais antigo ainda em atividade nas Américas e o principal seminário para formação de rabinos, cantores, educadores e trabalhadores comunitários no Judaísmo Reformista. Em 2007, Joy Ladin [en] tornou-se a primeira professora abertamente transgênero em uma instituição judaica ortodoxa (Stern College for Women da Universidade Yeshiva). Emily Aviva Kapor foi ordenada privadamente por um rabino que ela descreveu como "Conservadox" em 2005, mas só começou a viver como mulher em 2012, tornando-se a primeira rabina mulher abertamente transgênero.

### Décadas de 2010 e 2020

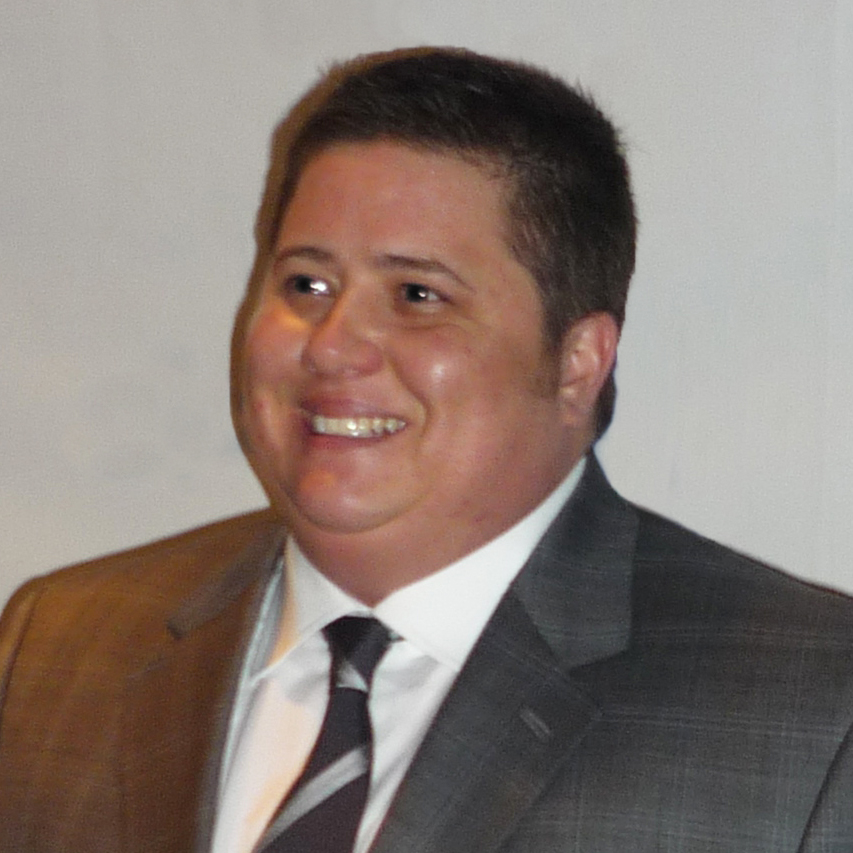
Chaz Bono participou do Dancing with the Stars em 2011.

Na década de 2010, pessoas abertamente transgênero alcançaram maior destaque no entretenimento. Chaz Bono tornou-se uma celebridade transgênero altamente visível ao participar da 13ª temporada da versão americana de Dancing with the Stars em 2011, marcando a primeira vez que um homem abertamente transgênero estrelou um grande programa de televisão em rede por algo não relacionado à sua identidade transgênero. Ele também produziu Becoming Chaz, um documentário sobre sua transição de gênero, que estreou no Festival de Cinema de Sundance de 2011. A OWN (Oprah Winfrey Network) adquiriu os direitos do documentário e o exibiu em 10 de maio de 2011. Também em 2011, Harmony Santana tornou-se a primeira atriz abertamente transgênero a receber uma indicação para um grande prêmio de atuação, sendo nomeada para Melhor Atriz Coadjuvante pelo Independent Spirit Awards pelo filme Gun Hill Road.
Em 2012, Bring It On: The Musical estreou na Broadway, apresentando o primeiro personagem adolescente transgênero em um espetáculo da Broadway, La Cienega, uma mulher transgênero interpretada pelo ator Gregory Haney. No mesmo ano, a cantora Laura Jane Grace [en], da banda Against Me!, fez manchetes ao se assumir publicamente como transgênero. Ela foi a primeira grande estrela do rock a se assumir transgênero. A diretora Lana Wachowski, anteriormente conhecida como Larry Wachowski, assumiu-se transgênero em 2012 durante a divulgação de seu filme Cloud Atlas. Isso a tornou a primeira grande diretora de Hollywood a se assumir transgênero.
Na década de 2010, pessoas transgênero também avançaram na política. Em 2010, Amanda Simpson tornou-se a primeira pessoa abertamente transgênero nomeada por um presidente dos EUA, sendo indicada como conselheira técnica sênior no Escritório de Indústria e Segurança do Departamento de Comércio. Também em 2010, Victoria Kolakowski [en] tornou-se a primeira juíza abertamente transgênero dos Estados Unidos. Em 2012, Stacie Laughton [en] tornou-se a primeira pessoa abertamente transgênero eleita como legisladora estadual na história dos Estados Unidos. No entanto, ela renunciou antes de tomar posse e nunca assumiu o cargo. Foi revelado que ela era uma criminosa condenada, ainda em liberdade condicional, após cumprir quatro meses na Casa de Correção do Condado de Belknap por uma condenação por fraude de cartão de crédito em 2008. Posteriormente, foi determinado que ela não era elegível para servir na Legislatura Estadual de New Hampshire.
Anteriormente, em 1992, Althea Garrison [en] havia sido eleita legisladora estadual, servindo um mandato na Câmara dos Representantes de Massachusetts, mas não se sabia publicamente que ela era transgênero quando eleita. Em 2017, Danica Roem foi eleita para a Câmara dos Delegados da Virgínia. Ela se tornou a primeira pessoa abertamente transgênero a ser eleita e servir um mandato em uma legislatura estadual dos EUA. Também em 2017, Tyler Titus, um homem transgênero, tornou-se a primeira pessoa abertamente transgênero eleita para um cargo público na Pensilvânia ao ser eleito para o Conselho Escolar de Erie. Ele e Phillipe Cunningham, eleito para o Conselho Municipal de Minneapolis na mesma noite, tornaram-se os primeiros homens abertamente transgênero eleitos para cargos públicos nos Estados Unidos. Andrea Jenkins também foi eleita para o Conselho Municipal de Minneapolis naquela noite, tornando-se a primeira mulher afro-americana abertamente transgênero eleita para um cargo público nos Estados Unidos.

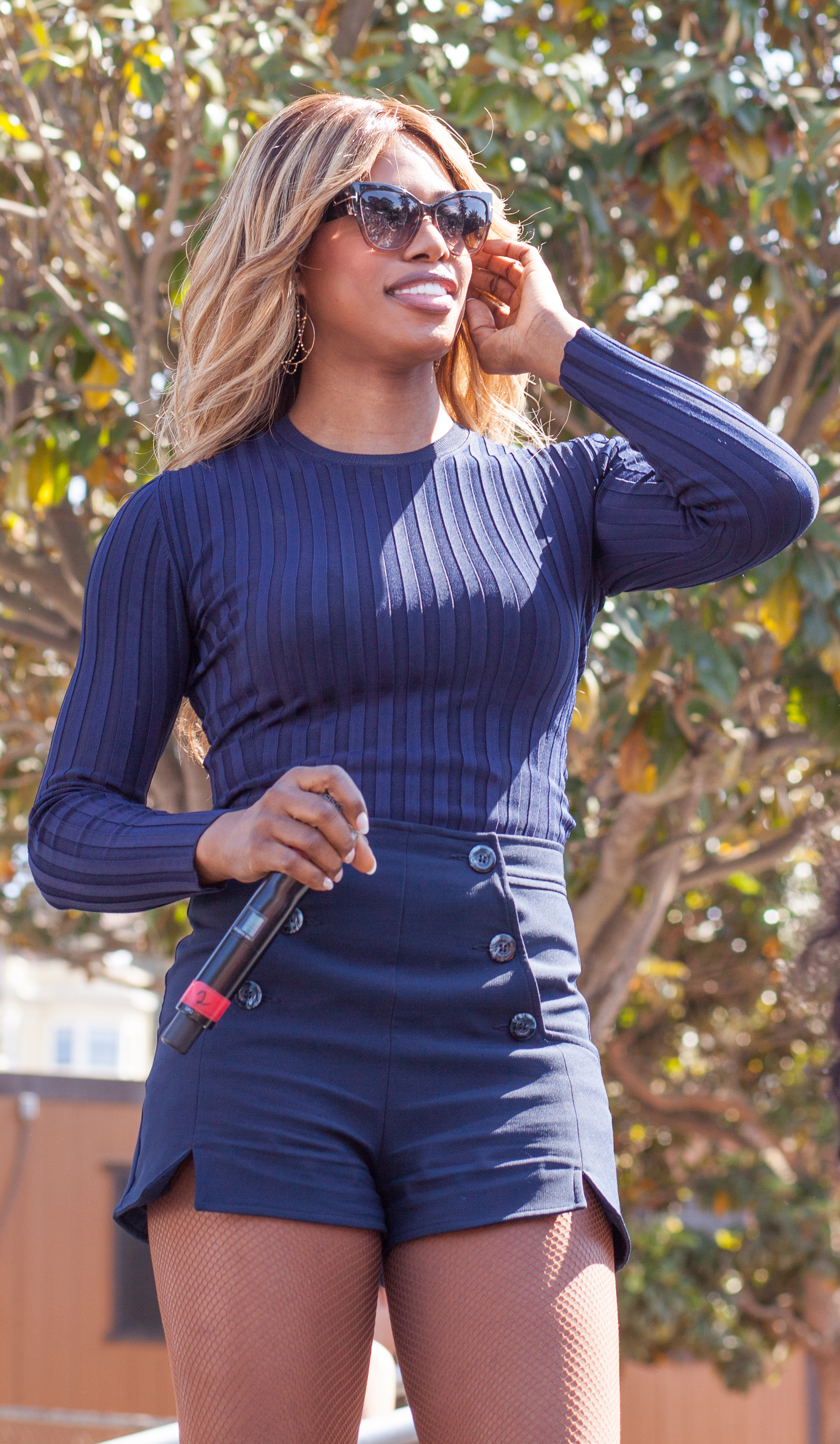
Ativista LGBTQ e atriz Laverne Cox na Marcha Trans de São Francisco, 2015

Em 2014, pessoas abertamente transgênero alcançaram maior visibilidade. Naquele ano, Laverne Cox apareceu na capa da edição de 9 de junho de 2014 da revista Time e foi entrevistada para o artigo The Transgender Tipping Point, escrito por Katy Steinmetz, cujo título também foi destacado na capa. Isso fez de Cox a primeira pessoa abertamente transgênero a aparecer na capa da Time. Ainda em 2014, Cox tornou-se a primeira pessoa abertamente transgênero a ser indicada para um Emmy na categoria de atuação: Melhor Atriz Convidada em Série de Comédia, por seu papel como Sophia Burset em Orange Is the New Black. Ela não venceu, no entanto. Naquele mesmo ano, a Transgender Studies Quarterly, a primeira revista acadêmica não médica dedicada a questões transgênero, começou a ser publicada, com dois coeditores abertamente transgêneros, Susan Stryker e Paisley Currah [en].
Também em 2014, uma raquete de madeira usada pela tenista abertamente transgênero Renée Richards, a bandeira original do orgulho transgênero criada pela ativista abertamente transgênero e veterana da Marinha Monica Helms, além de itens da carreira de Helms como submarinista, foram doados ao Museu Nacional de História Americana, que faz parte do Smithsonian. Talvez a mudança mais significativa de 2014 tenha sido a adoção pelo Mills College da primeira política explícita nos EUA para acolher estudantes abertamente transgênero em uma faculdade exclusivamente feminina, seguida pelo Mount Holyoke, que se tornou a primeira faculdade das Sete Irmãs a aceitar estudantes transgênero. Em 2014, o trans-homem gay Lou Cutler tornou-se o primeiro homem transgênero a ser coroado Mr. Gay Philadelphia.
Após seu divórcio em 2015, Caitlyn Jenner assumiu-se como mulher transgênero em uma entrevista televisiva. Em 1º de junho de 2015, Caitlyn Jenner (anteriormente Bruce Jenner) revelou seu novo nome, Caitlyn, e o uso oficial de pronomes femininos. Muitas fontes de notícias na época descreveram Jenner como a americana abertamente transgênero mais famosa.
No âmbito das organizações políticas que lutam pelos direitos LGBTQ, em 2012,  Allyson Robinson, que se formou em West Point como Daniel Robinson, foi nomeada a primeira Diretora Executiva da OutServe-SLDN [en], a associação de pessoas LGBTQ que servem nas forças armadas, tornando-se a primeira pessoa abertamente transgênero a liderar uma organização nacional LGBTQ sem foco explícito em questões transgênero. Em 2012, também foi lançada a primeira campanha financiada pelo governo dos EUA para combater a discriminação contra pessoas transgênero, realizada pelo Escritório de Direitos Humanos de Washington, D.C.
Houve também avanços para pessoas transgênero no esporte na década de 2010. Kye Allums tornou-se o primeiro atleta abertamente transgênero a jogar basquete na NCAA em 2010. Allums é um homem transgênero que jogou no time feminino da Universidade George Washington. Em 2012, Keelin Godsey tornou-se o primeiro competidor abertamente transgênero a tentar uma vaga na equipe olímpica dos EUA, mas não conseguiu se qualificar e não participou das Olimpíadas.
Três organizações – as Girl Scouts, a North American Gay Amateur Athletic Alliance e a Igreja Episcopal nos Estados Unidos – anunciaram sua aceitação de pessoas transgênero nesta década. Em 2011, após a rejeição inicial de Bobby Montoya, uma menina transgênero, pelas Girl Scouts [en] do Colorado, a organização anunciou que "as Girl Scouts são uma organização inclusiva e aceitamos todas as meninas do jardim de infância até o 12º ano como membros. Se uma criança se identifica como menina e a família a apresenta como menina, as Girl Scouts do Colorado a acolhem como Girl Scout." Também em 2011, a North American Gay Amateur Athletic Alliance alterou sua política para incluir jogadores transgênero e bissexuais. Em 2012, a Igreja Episcopal nos Estados Unidos aprovou uma mudança em seus cânones de não discriminação para incluir identidade e expressão de gênero.

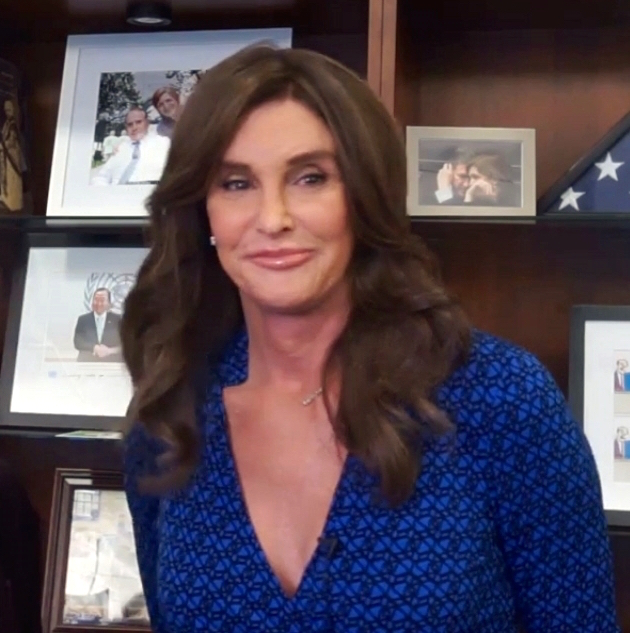
Caitlyn Jenner apareceu na capa da Vanity Fair em 2015.

Outra mudança significativa para pessoas transgênero ocorreu em 2013, quando a quinta edição do Manual Diagnóstico e Estatístico de Transtornos Mentais (DSM-5) da Associação Americana de Psiquiatria foi lançada. Esta edição eliminou o termo "transtorno de identidade de gênero", considerado estigmatizante, substituindo-o por "disforia de gênero", que concentra a atenção apenas em pessoas que sentem angústia devido à sua identidade de gênero. Em 2015, um oficial do Corpo Médico do Exército dos Estados Unidos, Major Jamie Lee Henry, tornou-se o primeiro oficial em serviço ativo abertamente transgênero nas Forças Armadas dos Estados Unidos.
Em 30 de junho de 2016, foi anunciado que, a partir daquela data, membros qualificados das Forças Armadas dos Estados Unidos não poderiam mais ser dispensados, ter sua reincorporação negada, ser separados involuntariamente ou ter sua continuidade de serviço negada por serem transgênero.
No entanto, em 26 de julho de 2017, o presidente Donald Trump anunciou que pessoas transgênero não poderiam "servir em qualquer capacidade nas Forças Armadas dos EUA". Em 4 de outubro do mesmo ano, a Divisão Civil do Departamento de Justiça apresentou uma moção para arquivar a queixa revisada no caso Jane Doe v. Trump [en] (sobre a nova política) e para se opor ao pedido de injunção preliminar, argumentando que "o desafio é prematuro várias vezes" e que a Orientação Interina do Secretário Mattis, emitida em 14 de setembro de 2017, protegia pessoal transgênero em serviço de dispensa involuntária ou negativa de reincorporação. A juíza Colleen Kollar-Kotelly [en] concedeu a injunção preliminar dos autores em 30 de outubro de 2017. Na decisão, a juíza Kollar-Kotelly observou que a moção dos réus para arquivar o caso era "talvez convincente no abstrato, [mas] desmorona sob escrutínio". A decisão efetivamente restabeleceu as políticas estabelecidas antes dos tweets do presidente Trump anunciando a reinstituição da proibição, ou seja, as políticas de retenção e admissão de pessoal transgênero em vigor desde 30 de junho de 2017. Sarah McBride discursou na Convenção Nacional Democrata em julho de 2016, tornando-se a primeira pessoa abertamente transgênero a falar em uma convenção de um grande partido na história americana.
Em 2016, a Lambda Literary Foundation estabeleceu uma bolsa anual em homenagem à mulher trans Bryn Kelly, uma bolsista da Lambda Literary que cometeu suicídio em janeiro de 2016. Ela foi a primeira mulher trans bolsista da organização. Em 30 de janeiro de 2017, os Boy Scouts of America anunciaram que meninos transgênero poderiam se inscrever em programas exclusivos para meninos, com efeito imediato. Anteriormente, o sexo registrado na certidão de nascimento determinava a elegibilidade para esses programas; a partir de então, a decisão seria baseada no gênero indicado no formulário de inscrição. Em fevereiro de 2017, Joe Maldonado tornou-se o primeiro membro abertamente transgênero dos Boy Scouts of America; a política dos Boy Scouts sobre meninos transgênero foi alterada após a rejeição de Joe em 2016 por ser transgênero ter ganhado notoriedade nacional.
Também em 2017, a administração Trump, por meio do Departamento de Justiça, reverteu a política da era Obama que usava o Título VII da Lei dos Direitos Civis para proteger funcionários transgênero contra discriminação. A Suprema Corte decidiu em junho de 2020 que o Título VII inclui proteções para funcionários gays e transgêneros.
Em 2017, o caso de Trystan Reese, outro homem transgênero que deu à luz uma criança, atraiu a atenção da mídia. Em 2021, ele publicou um livro sobre o assunto. No mesmo ano, a revista The Advocate nomeou "Americanos Transgêneros" como sua "Pessoa do Ano" e listou Danica Roem (uma mulher transgênero) como finalista.
Em 14 de junho de 2020, ocorreu a maior manifestação pelos direitos transgênero na história LGBTQ, a Marcha da Libertação de Brooklyn, que se estendeu de Grand Army Plaza até Fort Greene, Brooklyn [en], atraindo cerca de 15.000 a 20.000 participantes e focando no apoio a vidas trans negras. Bostock v. Clayton County [en] foi um caso marcante da Suprema Corte em que a Corte decidiu (em 15 de junho de 2020) que o Título VII da Lei dos Direitos Civis de 1964 protege funcionários contra discriminação por causa de sua identidade de gênero (ou orientação sexual). Uma das autoras do caso foi Aimee Stephens, uma mulher abertamente transgênero.
Em junho de 2023, Seth Marnin tornou-se o primeiro juiz abertamente transgênero em Nova York e o primeiro juiz masculino abertamente transgênero nos Estados Unidos. Em julho de 2023, durante o 132º Congresso Continental da DAR, presidido pela Presidente Geral Pamela Rouse Wright [en], a Sociedade Nacional Filhas da Revolução Americana [en] votou pela adição de uma emenda aos seus estatutos, protegendo mulheres transgênero contra discriminação com base no sexo biológico em seus processos de inscrição para membros. A Coronel Teagan Livingston, uma mulher transgênero e oficial aposentada da Força Aérea dos EUA, já havia se juntado às Filhas da Revolução Americana em 2022.
Em setembro de 2023, a Assembleia Estadual da Califórnia votou para reconhecer agosto como o Mês da História Transgênero, a partir de 2024. A Califórnia tornou-se o primeiro estado dos EUA a fazer tal declaração.

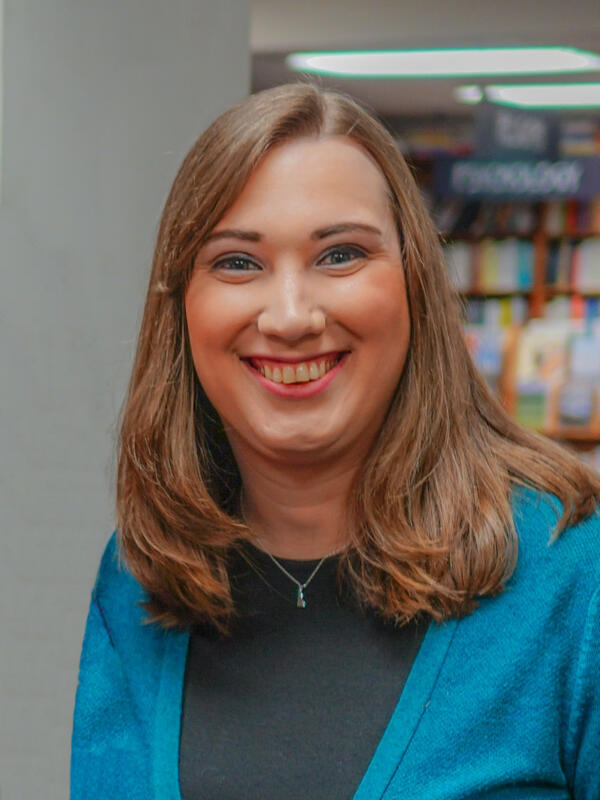
Sarah McBride, a primeira pessoa abertamente transgênero eleita para o Congresso dos Estados Unidos

Alguns sociólogos estimaram que o número de indivíduos que se identificam como transgênero nos Estados Unidos está próximo de vinte milhões. Em janeiro de 2024, a Tenente-Coronel Bree Fram [en] foi promovida ao posto de coronel na Força Espacial dos Estados Unidos, tornando-se a primeira mulher transgênero coronel e a oficial militar transgênero de mais alta patente nos Estados Unidos. Em 5 de novembro de 2024, Sarah McBride venceu a eleição para o Distrito Congressional Geral de Delaware na eleição de 2024. Ao iniciar seu mandato em 3 de janeiro de 2025, ela tornou-se a primeira pessoa abertamente transgênero a ser membro do Congresso dos Estados Unidos.

## História recente por tema (década de 1970 até o presente)

### Educação

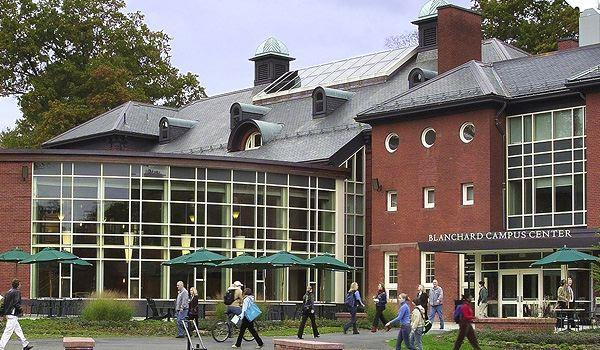
Mount Holyoke College tornou-se a primeira faculdade exclusivamente feminina a aceitar estudantes abertamente transgênero em 2014.

Sandy Stone é uma mulher abertamente transgênero cujo ensaio, intitulado The Empire Strikes Back: A Posttranssexual Manifesto, publicado em 1987 em resposta ao livro antitranssexual Transsexual Empire, foi citado como a origem dos estudos transgênero. Em 2012, a Campus Pride [en], fundada em 2001, publicou sua primeira lista das faculdades e universidades mais acolhedoras para estudantes trans.
Em 2014, o Mills College tornou-se a primeira faculdade exclusivamente feminina nos EUA a adotar uma política explicitamente acolhedora para estudantes abertamente transgênero. A política estabelece que candidatas não designadas como do sexo feminino ao nascer, mas que se identificam como mulheres, são bem-vindas, assim como candidatas que se identificam como não binárias, desde que tenham sido designadas como do sexo feminino ao nascer. Também determina que estudantes designadas como do sexo feminino ao nascer que se tornaram legalmente homens antes de se candidatar não são elegíveis, a menos que se candidatem ao programa de pós-graduação, que é coeducacional, embora estudantes mulheres que se tornem homens após a matrícula possam permanecer e se formar. Também em 2014, o Mount Holyoke College tornou-se a primeira faculdade das Sete Irmãs a aceitar estudantes abertamente transgênero. No mesmo ano, a Transgender Studies Quarterly, a primeira revista acadêmica não médica dedicada a questões transgênero, começou a ser publicada, com dois coeditores abertamente transgêneros, Susan Stryker e Paisley Currah.
Em 2015, foi lançado o guia Schools In Transition: A Guide for Supporting Transgender Students in K-12 Schools, uma publicação pioneira para administrações escolares, professores e pais sobre como proporcionar ambientes seguros e acolhedores para todos os estudantes transgênero do jardim de infância até o 12º ano. Seus autores são o advogado do Projeto de Jovens Transgênero do Centro Nacional para os Direitos das Lésbicas (NCLR), o Diretor Sênior de Desenvolvimento Profissional e Serviços Familiares da Gender Spectrum, a Associação Nacional de Educação, a União Americana pelas Liberdades Civis e a Campanha pelos Direitos Humanos.
Em 2016, os Departamentos de Justiça e Educação emitiram uma orientação afirmando que escolas que recebem fundos federais devem tratar a identidade de gênero de um estudante como seu sexo (por exemplo, em relação ao uso de banheiros). Essa política foi revogada em 2017. Em 2019, a graduada pela Universidade do Tennessee Hera Jay Brown tornou-se a primeira mulher transgênero selecionada para uma Bolsa Rhodes. Dois estudiosos não binários também foram selecionados para a classe de 2020.

### Emprego

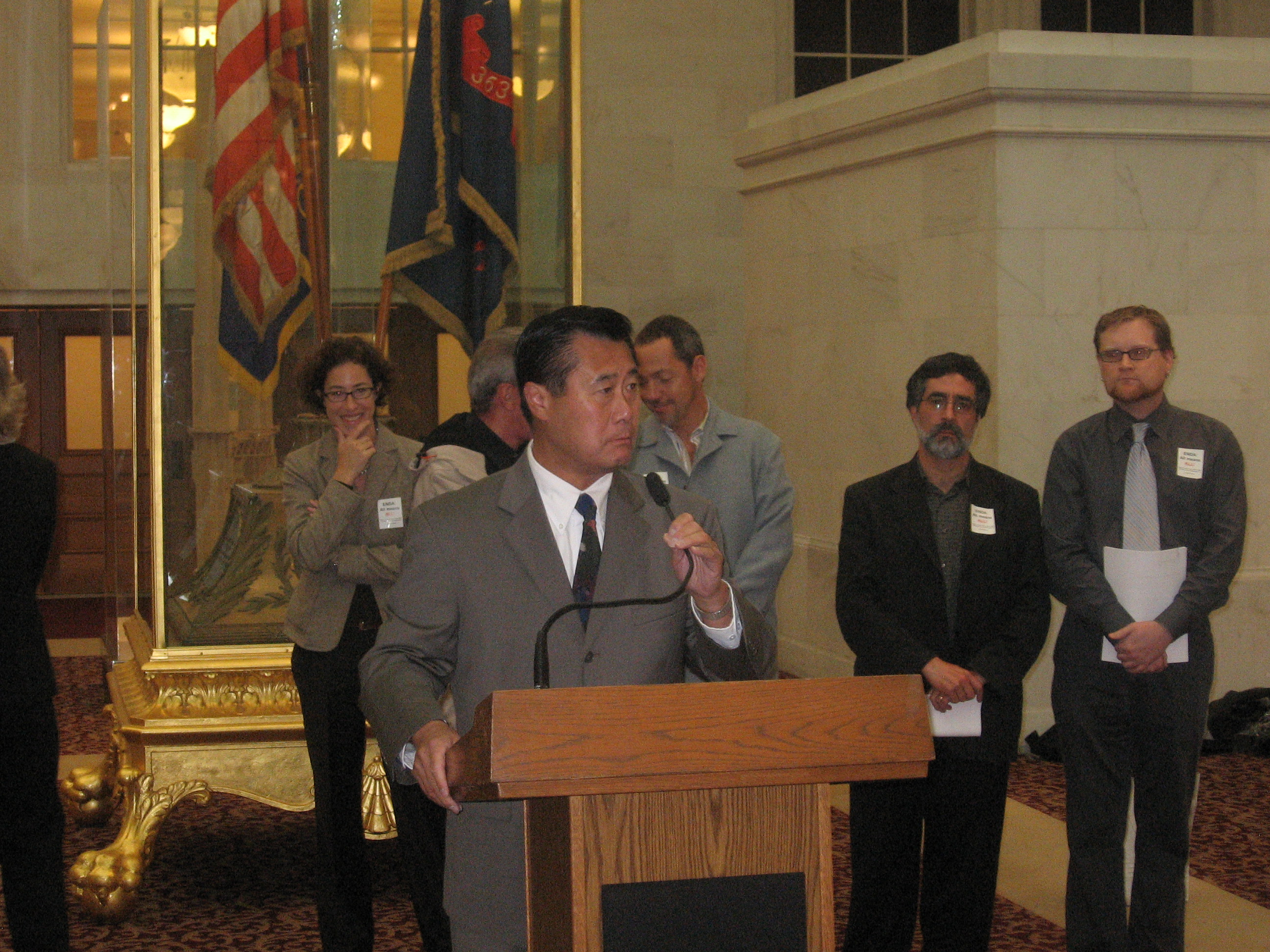
Autoridades e ativistas de São Francisco reuniram-se em 2007 para pressionar o Congresso a incluir pessoas transgênero na en.

Em 1971, Paula Grossman [en] foi demitida de seu cargo de 14 anos como professora de música em uma escola primária em Bernards Township, Nova Jersey [en], após se assumir como transgênero. Ela nunca retornou ao magistério e faleceu em 2003.
Em agosto de 2005, foi revelado que a professora de escola pública de Nova Jersey, Sr. Herb McCaffrey, havia passado por uma cirurgia de redesignação de gênero no meio do ano letivo anterior e retornaria como Sra. Kerri Nicole McCaffrey, tornando-se a primeira professora abertamente transgênero em Nova Jersey em mais de trinta anos. Por ser não titular, McCaffrey ocultou sua identidade até o final do ano letivo de 2005, revelando publicamente seu novo nome e status apenas no verão. Apesar da controvérsia, McCaffrey manteve seu emprego como professora do 5º ano. Ela ainda lecionava em Mendham Boro, Nova Jersey, em 2015.
Em 2012, Kylar Broadus [en], fundador da Coalizão de Pessoas Trans de Cor de Columbia, Missouri, falou ao Senado em apoio à Lei de Não Discriminação no Emprego. Seu discurso foi o primeiro testemunho de uma pessoa abertamente transgênero no Senado.
A administração Obama anunciou em 30 de junho de 2016 que, com efeito imediato, membros qualificados das Forças Armadas dos Estados Unidos não poderiam mais ser dispensados, ter sua reincorporação negada, ser separados involuntariamente ou ter sua continuidade de serviço negada por serem transgênero. Essa política foi revertida pelo presidente Donald Trump, que, em 2017, declarou via Twitter que indivíduos transgêneros não poderiam "servir em qualquer capacidade nas Forças Armadas dos EUA". Isso desencadeou uma longa batalha legal. Embora vários juízes tenham emitido injunções para atrasar a proposta de Trump, a Suprema Corte acabou permitindo que a administração Trump prosseguisse com seu plano. A partir de abril de 2019, o pessoal transgênero já em serviço poderia continuar servindo, mas novos membros transgêneros não poderiam ingressar. Em 2017, a administração Trump, por meio do Departamento de Justiça, reverteu a política da era Obama que usava o Título VII da Lei dos Direitos Civis para proteger funcionários transgênero contra discriminação. O novo presidente Joe Biden reverteu essa política em 25 de janeiro de 2021.
Bostock v. Clayton County foi um caso marcante da Suprema Corte em que a Corte decidiu (em 15 de junho de 2020) que o Título VII da Lei dos Direitos Civis de 1964 protege funcionários contra discriminação por causa de sua identidade de gênero (ou orientação sexual). Uma das autoras do caso foi Aimee Stephens, uma mulher abertamente transgênero.

### Saúde

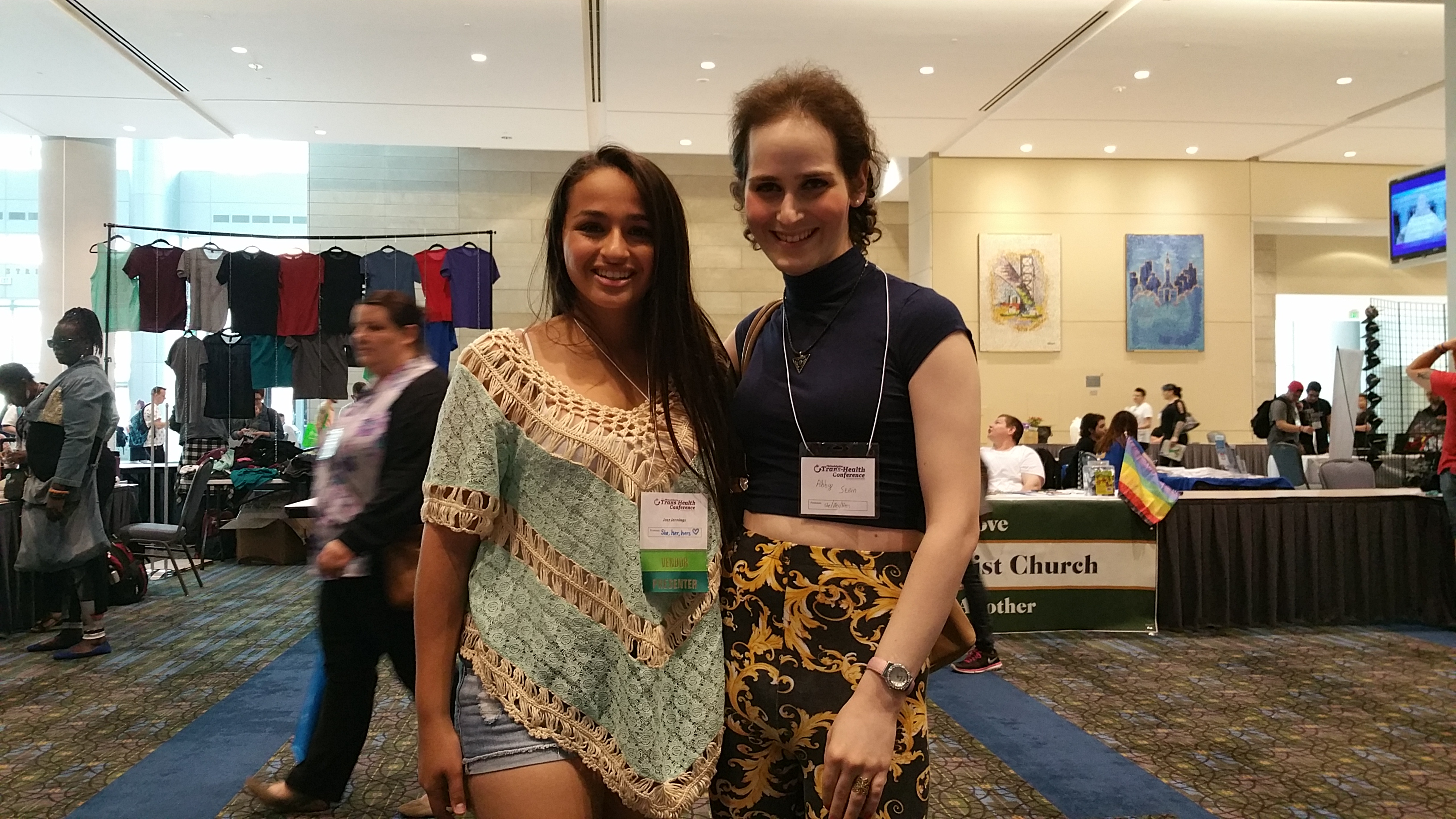
Ativistas trans Jazz Jennings e Abby Stein na Conferência de Saúde Trans de Filadélfia, 2016

Em 1980, pessoas transgênero foram oficialmente classificadas pela Associação Americana de Psiquiatria como portadoras de "transtorno de identidade de gênero".
Em 2003, a Dra. Marci Bowers, cirurgiã ginecológica e mulher transgênero, juntou-se à prática do Dr. Stanley Biber [en] em Trinidad, Colorado, e é reconhecida como a primeira mulher e a primeira mulher trans a realizar diversas vaginoplastias. (Sheila Kirk, outra mulher trans, realizou menos de 10 vaginoplastias anteriormente enquanto estava na Universidade de Pittsburgh.)
Atualmente, Bowers atua principalmente em Burlingame, Califórnia, e iniciou programas de treinamento cirúrgico para vaginoplastia em Tel Aviv, Israel, no Hospital Sheba [en] (2014), na Escola de Medicina Icahn do Monte Sinai, em Nova York (2016), no Denver Health (2016) e no Hospital Universitário de Toronto/Women's College (2019). Bowers também realizou as duas primeiras "vaginoplastias ao vivo" nos cursos GEI da WPATH no Hospital Monte Sinai, em Nova York, em 2018 e 2019.
Em fevereiro de 2007, Norman Spack [en] cofundou a clínica Gender Management Service (GeMS) do Hospital Infantil de Boston [en], a primeira clínica dos EUA a tratar crianças transgênero. Em 2009, a associação profissional de endocrinologistas dos EUA estabeleceu melhores práticas para crianças transgênero, que incluíam a prescrição de medicamentos supressores da puberdade para pré-adolescentes, seguidos de terapia hormonal a partir dos 16 anos. Em 2012, a Academia Americana de Psiquiatria Infantil e Adolescente endossou essas recomendações.
Em 2011, o Centro de Excelência para Saúde Transgênero publicou os primeiros protocolos para cuidados primários de pessoas transgênero. Também em 2011, a Administração de Saúde dos Veteranos [en] emitiu uma diretiva estipulando que todos os veteranos transgênero e intersexo têm direito ao mesmo nível de atendimento "sem discriminação" que outros veteranos, de forma consistente em todas as instalações de saúde da Administração de Veteranos.
Em 2012, a Associação Americana de Psiquiatria emitiu declarações oficiais de posição apoiando o cuidado e os direitos civis de indivíduos transgênero e não conformes de gênero. Em 2013, a quinta edição do Manual Diagnóstico e Estatístico de Transtornos Mentais (DSM-5) da Associação Americana de Psiquiatria foi lançada. Esta edição eliminou o termo "transtorno de identidade de gênero", considerado estigmatizante, substituindo-o por "disforia de gênero", que concentra a atenção apenas em pessoas que sentem angústia devido à sua identidade de gênero.
Também em 2013, a pedido de um painel de endocrinologistas, a U.S. News & World Report, pela primeira vez em seus rankings de hospitais, atribuiu pontos adicionais a hospitais que tinham programas projetados para atender às necessidades de jovens transgênero.

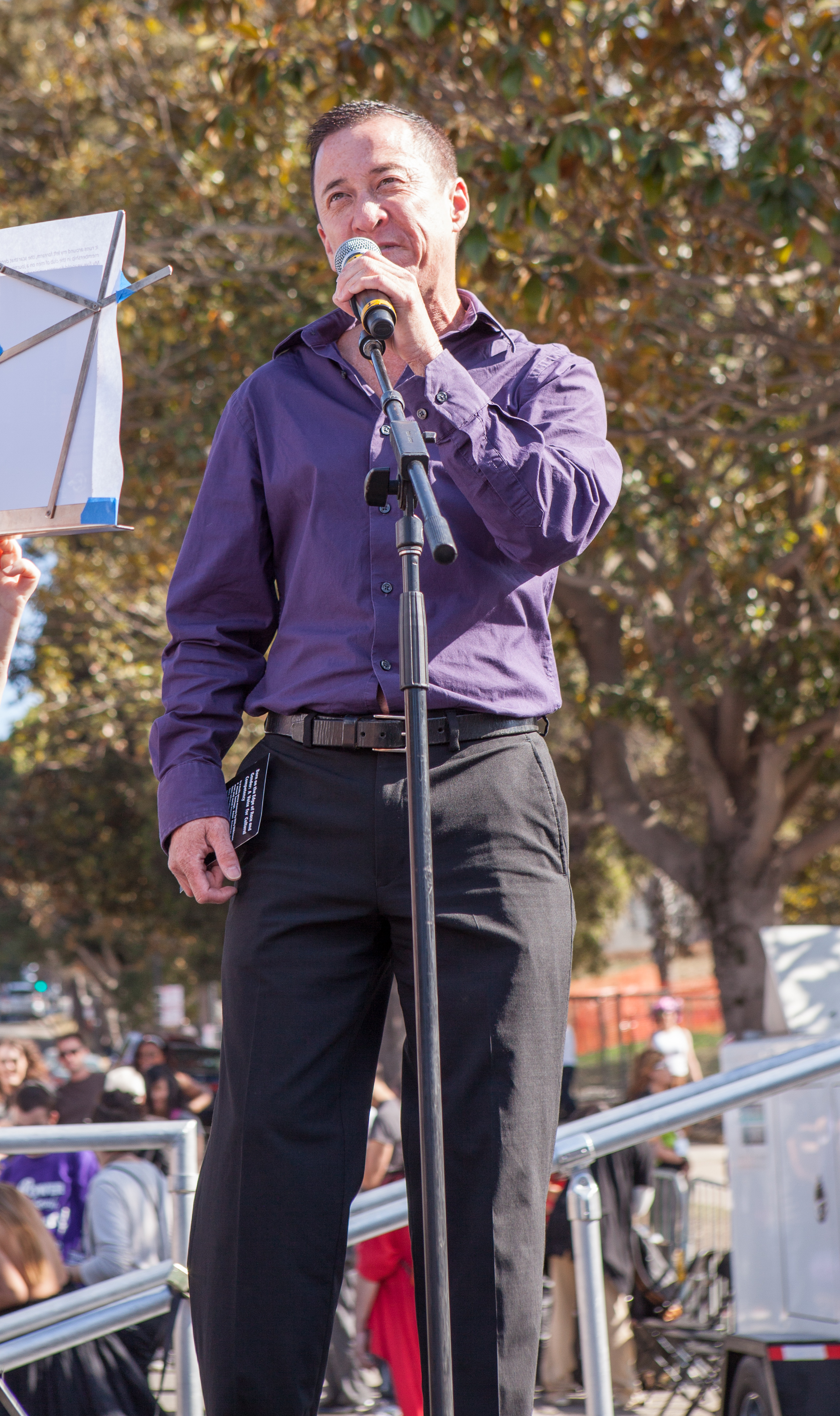
Willy Wilkinson, escritor transgênero e consultor de saúde pública, na Marcha Trans de São Francisco, 2015

Em 2015, o Conselho de Representantes da Associação Americana de Psicologia adotou as "Diretrizes para a Prática Psicológica com Pessoas Transgênero e Não Conformes de Gênero" durante a 123ª Convenção Anual da Associação. Essas diretrizes estabelecem ideais aos quais a Associação Americana de Psicologia incentiva os psicólogos a aspirarem. De acordo com as "Diretrizes para a Prática Psicológica com Pessoas Transgênero e Não Conformes de Gênero", psicólogos que trabalham com pessoas transgênero ou não conformes de gênero devem buscar oferecer aceitação, apoio e compreensão sem fazer suposições sobre as identidades ou expressões de gênero de seus clientes.
Em 2017, a Agência de Saúde da Defesa aprovou pela primeira vez o pagamento de uma cirurgia de afirmação de gênero para um militar americano em serviço ativo. A paciente, uma soldada de infantaria que se identifica como mulher, já havia iniciado um curso de tratamento para redesignação de gênero. O procedimento, considerado medicamente necessário pelo médico responsável, foi realizado em 14 de novembro em um hospital privado, já que os hospitais militares não possuem a expertise cirúrgica necessária.

### Direitos legais
O Projeto Indicador de Direitos Trans (TRIP) fornece dados por país e ano sobre proteções de direitos legais relevantes para minorias transgênero. Questões legais relativas a pessoas transgênero nos Estados Unidos começaram em 1966 com o caso Mtr. of Anonymous v. Weiner, que tratava de uma pessoa que desejava atualizar o nome e o sexo em sua certidão de nascimento após uma cirurgia de afirmação de gênero. Alterações em passaportes, carteiras de motorista, certidões de nascimento e outros documentos oficiais continuaram sendo um tema recorrente dos anos 1960 até 2010, quando o Departamento de Estado permitiu a alteração de gênero em passaportes dos EUA.
Outros temas importantes na legislação ou ações regulatórias relacionadas a transgêneros incluíram disposições para proteção contra discriminação em moradia, emprego, saúde, uso de banheiros públicos, serviço militar, cobertura de seguros e outras áreas da vida pública. Em 25 de janeiro de 2021, o presidente dos EUA, Joe Biden, emitiu uma ordem executiva que revogou a proibição de militares transgêneros.

### Identidade e questões de status

Um símbolo transgênero

Em 2003, o Comitê de Leis e Padrões Judaicos do Judaísmo Conservador aprovou uma decisão rabínica sobre o status de pessoas transsexuais. A decisão concluiu que indivíduos que passaram por uma cirurgia completa de redesignação sexual, e cuja redesignação sexual foi reconhecida pelas autoridades civis, são considerados como tendo mudado seu status de sexo segundo a lei judaica. Além disso, concluiu que a cirurgia de redesignação sexual é um tratamento aceitável sob a lei judaica para indivíduos diagnosticados com disforia de gênero.
Em 2014, a Associação Médica Americana adotou uma política afirmando que pessoas transgênero não devem ser obrigadas a passar por cirurgia genital para atualizar documentos de identificação legal, incluindo certidões de nascimento.
Também em 2014, o Facebook introduziu dezenas de opções para os usuários especificarem seu gênero, incluindo uma opção de gênero personalizado, além de permitir que os usuários escolhessem entre três pronomes: "ele", "ela" ou "eles". Mais tarde naquele ano, o Facebook adicionou uma opção de gênero neutro para os usuários identificarem membros da família, como Pai/Mãe (neutro em gênero) e Filho/Filha (neutro em gênero).
Também em 2014, o Google Plus introduziu uma nova categoria de gênero chamada "Personalizado", que gera um campo de texto livre e um campo de pronome, além de oferecer aos usuários a opção de limitar quem pode ver seu gênero. A confluência dos termos "identidade de gênero" e "orientação sexual" na pesquisa LGBT decorre de limitações na acessibilidade de dados.

### Casamento e parentalidade
Em 2008, Thomas Beatie, um homem transgênero americano, ficou grávido, gerando notícias internacionais. Ele escreveu um artigo sobre sua experiência de gravidez na revista The Advocate. O blogueiro do The Washington Post, Emil Steiner, chamou Beatie de o primeiro homem "legalmente" grávido registrado, em referência ao reconhecimento legal de Beatie como homem em certos estados e pelo governo federal. Beatie deu à luz uma menina chamada Susan Juliette Beatie em 29 de junho de 2008. Em 2010, o Guinness World Records reconheceu Beatie como o "Primeiro Homem Casado a Dar à Luz".
Em 2018, a revista Transgender Health relatou que uma mulher transgênero nos Estados Unidos amamentou seu bebê adotado; este foi o primeiro caso conhecido de uma mulher transgênero amamentando.

### Violência contra pessoas transgênero e seus parceiros
Em 1993, Brandon Teena, um homem transgênero, foi estuprado e assassinado em Nebraska. Em 1999, ele se tornou o tema de um biopic intitulado Boys Don't Cry, estrelado por Hilary Swank como Brandon Teena, pelo qual Swank ganhou um Oscar.
O Dia da Memória Transgênero foi fundado em 1998 por Gwendolyn Ann Smith, uma designer gráfica, colunista e ativista transgênero americana, para homenagear o assassinato da mulher transgênero Rita Hester em Massachusetts em 1998. O Dia da Memória Transgênero é realizado todos os anos em 20 de novembro e agora homenageia todas as pessoas assassinadas devido a ódio e preconceito transfóbicos.
Em 2002, Gwen Araujo, uma mulher transgênero, foi  assassinada na Califórnia por quatro homens cisgênero após descobrirem que ela era transgênero. O caso ganhou destaque internacional e tornou-se uma causa de mobilização para a comunidade transgênero e, posteriormente, para a comunidade LGBT em geral. Os eventos do caso, incluindo os dois julgamentos criminais, foram retratados em um filme para televisão, A Girl Like Me: The Gwen Araujo Story.
Em 2008, Angie Zapata, uma mulher transgênero, foi  assassinada em Greeley, Colorado. Allen Andrade foi condenado por assassinato em primeiro grau e por cometer um crime motivado por preconceito, pois a matou após descobrir que ela era transgênero. Andrade foi a primeira pessoa nos EUA a ser condenada por um crime de ódio envolvendo uma vítima transgênero. A história e o assassinato de Angie Zapata foram apresentados no programa de televisão da Univision, Aquí y Ahora, em 1º de novembro de 2009.
Em 2015, 21 mulheres transgênero foram assassinadas, a maioria sendo mulheres de cor. Em 2016, o número de mortes chegou a 21 até setembro, indicando que 2016 estava a caminho de ser o ano mais mortal registrado.
Em 2017, o então Procurador-Geral Jeff Sessions anunciou que havia instruído as autoridades federais a revisar assassinatos recentes de pessoas transgênero para determinar se eram crimes de ódio ou se havia uma pessoa ou grupo responsável por eles. No início daquele ano, em março, seis legisladores democratas haviam escrito uma carta sobre o assunto ao Departamento de Justiça.
Em março e abril de 2020, quatro mulheres transgênero foram assassinadas em Porto Rico, com os corpos de duas vítimas encontrados em um carro carbonizado.

## Pessoas transgênero americanas

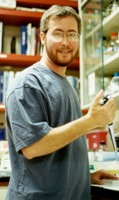
Dr. Ben Barres

Ben Barres foi chefe do departamento de Neurobiologia da Escola de Medicina da Universidade de Stanford. Sua pesquisa concentrou-se na interação entre neurônios e células gliais no sistema nervoso.
Chaz Bono tornou-se uma celebridade transgênero altamente visível ao participar da 13ª temporada da versão americana de Dancing with the Stars em 2011. Foi a primeira vez que um homem abertamente transgênero estrelou um programa de televisão de grande rede por algo não relacionado a ser transgênero. Ele também produziu Becoming Chaz, um documentário sobre sua transição de gênero que estreou no Festival de Cinema de Sundance de 2011. A OWN (Oprah Winfrey Network) adquiriu os direitos do documentário e o exibiu em 10 de maio de 2011.
Kate Bornstein é autora, dramaturga, artista performática e teórica de gênero. Ela foi excomungada da Igreja da Cientologia e agora escreve extensivamente sobre não conformidade de gênero.
Marci Bowers é uma cirurgiã ginecológica, a primeira mulher e a primeira pessoa trans a realizar cirurgias genitais de transição (MTF/FTM). Bowers é a primeira cirurgiã norte-americana a realizar cirurgia de restauração funcional para sobreviventes de mutilação/corte genital feminino (FGM/c). Seus esforços cirúrgicos foram publicamente documentados para indivíduos transgêneros notáveis, como Jazz Jennings no programa I am Jazz da TLC, Thomas Beatie (The Doctors) e Isis (Tyra Banks Show). Ela também apareceu no programa da CBS de 2004, CSI: Las Vegas.
Jennifer Finney Boylan é autora, ativista política e professora de inglês no Colby College [en] em Maine. Sua autobiografia de 2003, She's Not There: A Life in Two Genders, foi o primeiro livro de uma americana abertamente transgênero a se tornar um best-seller. Em 2013, Boylan foi escolhida como a primeira co-presidente abertamente transgênero do conselho nacional de diretores da GLAAD. Aleshia Brevard é uma performer e autora, e foi uma das primeiras pacientes de Harry Benjamin e uma das primeiras pessoas a realizar SRS nos Estados Unidos.
Lynn Conway, uma cientista da computação conhecida pela revolução Mead e Conway no design de VLSI e pela invenção do manuseio dinâmico generalizado de instruções, assumiu-se como transgênero em 1999. Sua transição foi amplamente relatada em 2000 em perfis na Scientific American e no Los Angeles Times, e ela fundou um site conhecido que fornece recursos emocionais e médicos e conselhos para pessoas transgênero. Partes do site foram traduzidas para a maioria das principais línguas do mundo.
Laverne Cox é uma atriz, estrela de reality show e ativista transgênero americana. Cox teve um papel recorrente na série da Netflix Orange Is the New Black como Sophia Burset, uma mulher transgênero que foi presa por fraude com cartão de crédito e é cabeleireira para muitas das detentas. Além disso, Cox é conhecida por produzir e coapresentar a série de transformação da VH1, TRANSform Me (o que a tornou a primeira pessoa transgênero afro-americana a produzir e estrelar seu próprio programa de TV).
Cox esteve na capa da edição de 9 de junho de 2014 da revista Time e foi entrevistada para o artigo "The Transgender Tipping Point" de Katy Steinmetz, publicado naquela edição, cujo título também apareceu na capa; isso fez de Cox a primeira pessoa abertamente transgênero na capa da Time. Ainda em 2014, Cox tornou-se a primeira pessoa abertamente transgênero a ser indicada para um Emmy na categoria de atuação, Atriz Convidada de Destaque em Série de Comédia, por seu papel como Sophia Burset em Orange Is the New Black, embora não tenha vencido.
Asia Kate Dillon é uma pessoa atuante não binária. É notável pelo papel de Taylor Mason em Billions, relatado como o primeiro personagem não binário em uma série de televisão mainstream norte-americana. Em 25 de outubro de 2017, foi anunciado que as atrizes e atores transgêneros MJ Rodriguez, Indya Moore, Dominique Jackson, Hailie Sahar e Angelica Ross, juntamente com os atores cisgêneros Ryan Jamaal Swain, Billy Porter e Dyllón Burnside, foram escalados para papéis principais na série dramática da FX, Pose. A série tornou-se a maior escalação de atores transgêneros para papéis principais em uma série roteirizada recorrente. Laura Jane Grace [en] é a primeira grande estrela do rock a se assumir como transgênero, o que fez em 2012. Ela é a fundadora, vocalista principal, compositora e guitarrista da banda de punk rock Against Me!.
Caitlyn Jenner é uma ex-atleta americana de atletismo e atual personalidade de televisão. Jenner ganhou atenção internacional quando, ainda se identificando publicamente como homem, venceu a medalha de ouro no decatlo nos Jogos Olímpicos de Verão de 1976 em Montreal. Posteriormente, estrelou vários filmes feitos para a TV e foi brevemente substituta de Erik Estrada na série de TV CHiPs. Jenner foi casada por quase 24 anos com Kris Jenner (anteriormente Kardashian); o casal e seus filhos apareceram a partir de 2007 na série de realidade Keeping Up with the Kardashians. Após seu divórcio em 2015, Jenner assumiu-se em uma entrevista na televisão como mulher transgênero. Em 1º de junho de 2015, Caitlyn Jenner revelou oficialmente seu novo nome. Muitas fontes de notícias descreveram Jenner como a americana abertamente transgênero mais famosa.
Jazz Jennings é uma personalidade do YouTube, modelo, personalidade de televisão e ativista pelos direitos LGBTQ. Jennings, uma mulher transgênero, é notável por ser uma das pessoas mais jovens documentadas publicamente a se identificar como transgênero e por ser a pessoa mais jovem a se tornar uma figura transgênero nacional. Katastrophe [en] é o primeiro rapper abertamente transgênero e cofundador da revista Original Plumbing, voltada para homens trans.
Elliot Kukla é rabino no Centro de Cura Judaica da Área da Baía. Ele assumiu-se como transgênero seis meses antes de sua ordenação em 2006. Ele foi a primeira pessoa abertamente transgênero a ser ordenada pelo seminário judaico reformado Hebrew Union College-Instituto Judaico de Religião em Los Angeles. Mais tarde, a pedido de um amigo também transgênero, ele escreveu a primeira bênção que santifica o processo de mudança de sexo, incluída na edição de 2007 do manual de recursos da Union for Reform Judaism para inclusão de gays, lésbicas, bissexuais e transgêneros, chamado Kulanu [en]. Chelsea Manning é uma soldada do Exército dos Estados Unidos e denunciante que foi condenada em julho de 2013 por violações da Lei de Espionagem de 1917 [en] e outros delitos, após fornecer ao WikiLeaks o maior conjunto de documentos confidenciais já vazados ao público. Em 17 de janeiro de 2017, o presidente Barack Obama comutou a sentença de Manning para um total de sete anos de confinamento, contados a partir da data de sua prisão (20 de maio de 2010) pelas autoridades militares.
Billy Martin, conhecido profissionalmente como Poppy Z. Brite, é um autor americano. Ele alcançou fama inicialmente no gênero de terror gótico na literatura no início dos anos 1990, após publicar uma série de romances e coletâneas de contos bem-sucedidos. O trabalho recente de Martin migrou para o gênero relacionado de comédia sombria, com muitas obras ambientadas no mundo dos restaurantes de Nova Orleans. Seus romances são tipicamente livros independentes, mas podem apresentar personagens recorrentes de romances e contos anteriores.
Janet Mock é colunista, autora, editora e ativista trans. Sua história foi destacada pela primeira vez em um artigo de 2011 da Marie Claire sobre ela e sua vida.
Jennifer Pritzker assumiu-se como transgênero em 2013, tornando-se a primeira bilionária abertamente transgênero do mundo. Angelica Ross, integrante do elenco das duas primeiras temporadas de Pose, participou da oitava temporada de American Horror Story, tornando-se a primeira pessoa transgênero a ser escalada como protagonista ou membro principal do elenco em duas séries de televisão roteirizadas diferentes.
Julia Serano é uma ativista trans, palestrante e autora de três livros sobre questões transgênero, incluindo Whipping Girl, uma investigação transfeminista sobre transmisoginia, termo que Serano cunhou para o livro. Amanda Simpson, ex-Vice-Secretária Assistente de Defesa para Energia Operacional, foi a primeira mulher abertamente transgênero nomeada pelo presidente dos EUA. Ela contribuiu para o desenvolvimento e/ou teste de numerosos sistemas de mísseis operacionais, incluindo Maverick, AMRAAM, Standard, Phalanx, TOW, RAM, JAGM, ACM, HARM, JSOW, MALD, ESSM, SilentEyes, Sidewinder, Sparrow, Paveway e Tomahawk.
Mattilda Bernstein Sycamore [en] é uma ativista e autora. Ela organizou com o ACT UP e o Fed Up Queers [en] e escreve sobre assimilação queer e gentrificação. Max Wolf Valerio [en] é um poeta, escritor de memórias, ensaísta e ator nativo americano. Sua memória de 2006, The Testosterone Files, descreve sua experiência como homem trans. Lana Wachowski é a primeira grande diretora de Hollywood a se assumir como transgênero. Ela assumiu-se em 2012 durante a divulgação de seu filme Cloud Atlas.
Em 2016, a diretora Lilly Wachowski revelou ao Windy City Times que ela, assim como sua irmã Lana, é transgênero, após uma entrevista realizada com o Daily Mail. Kortney Ryan Ziegler é cineasta, artista visual, escritor e acadêmico baseado em Oakland, Califórnia. Seu trabalho artístico e acadêmico foca em questões queer/trans, imagem corporal, sexualidades racializadas, gênero, performance e teoria queer negra. Ziegler também é a primeira pessoa na história a receber o doutorado em Estudos Afro-Americanos pela Universidade Northwestern.
ND Stevenson é um escritor e artista de quadrinhos multipremiado, ex-coprodutor executivo da premiada série animada She-Ra and the Princesses of Power. Eles começaram sua transição em julho de 2020 e anunciaram publicamente em suas contas no Twitter e Instagram que se identificam como lésbica transgênero não binária.